# Автомобільна промисловість в Італії

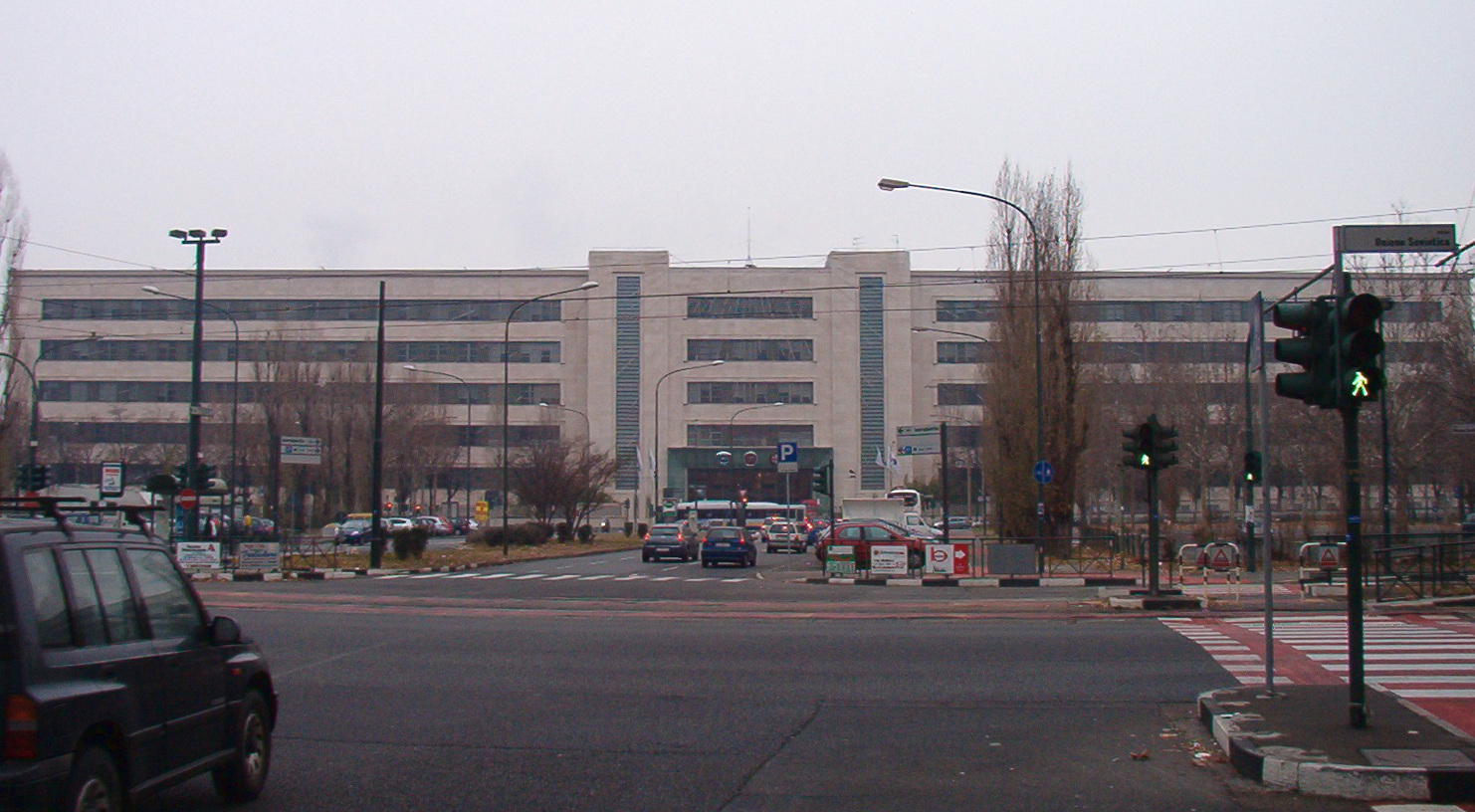
Завод Fiat у Турині (територія Мірафіорі)

Автомобільна промисловість Італії — галузь економіки Італії.
Автомобільна промисловість в Італії є досить великим роботодавцем в країні. Станом на 2006 рік в цій сфері економіки було зайнято понад 250,000 осіб у 2,131 фірмі. Автомобільна промисловість Італії є найбільш відомою завдяки автомобільному дизайну, невеликим міським автомобілям, спорткарам і суперкарам. Автомобільна промисловість вносить свій вклад у 8,5% до ВВП Італії.
Італія є одним зі значних автомобільних виробників в Європі і світі.
В даний час в італійській автомобільній промисловості майже повністю домінує Fiat Group; в 2001 році понад 90% транспортних засобів були вироблені нею. Так само як і власне бренд Fiat, який випускає переважно масові моделі для ринку, Fiat Group володіє також престижними Alfa Romeo і Lancia та екзотичними Ferrari і Maserati.
У 1990-ті роки італійський автопром знову став 3-м в Європі і 5-м у світі з річним обсягом приблизно 2 мільйони автомобілів (з максимальною кількістю у 2,220,774 в 1989 році). Але в 2011 році він впав нижче ніж 800,000 вперше за останні півстоліття, і тепер є на 8-му місці в Європі і 21-му місці в світі.
Італія сьогодні залишається одним із значущих гравців в області автомобільного дизайну і технологій, а Fiat має великі інвестиції за межами Італії, зокрема володіє 100% акцій в американського автовиробника Chrysler станом на січень 2014 року.
Італійські автомобілі неодноразово вигравали щорічну нагороду Європейський автомобіль року (European Car of the Year), зокрема Fiat більше ніж будь-який інший виробник, а також нагороду Всесвітній автомобіль року (World Car of the Year).

## Історія

### Зародження

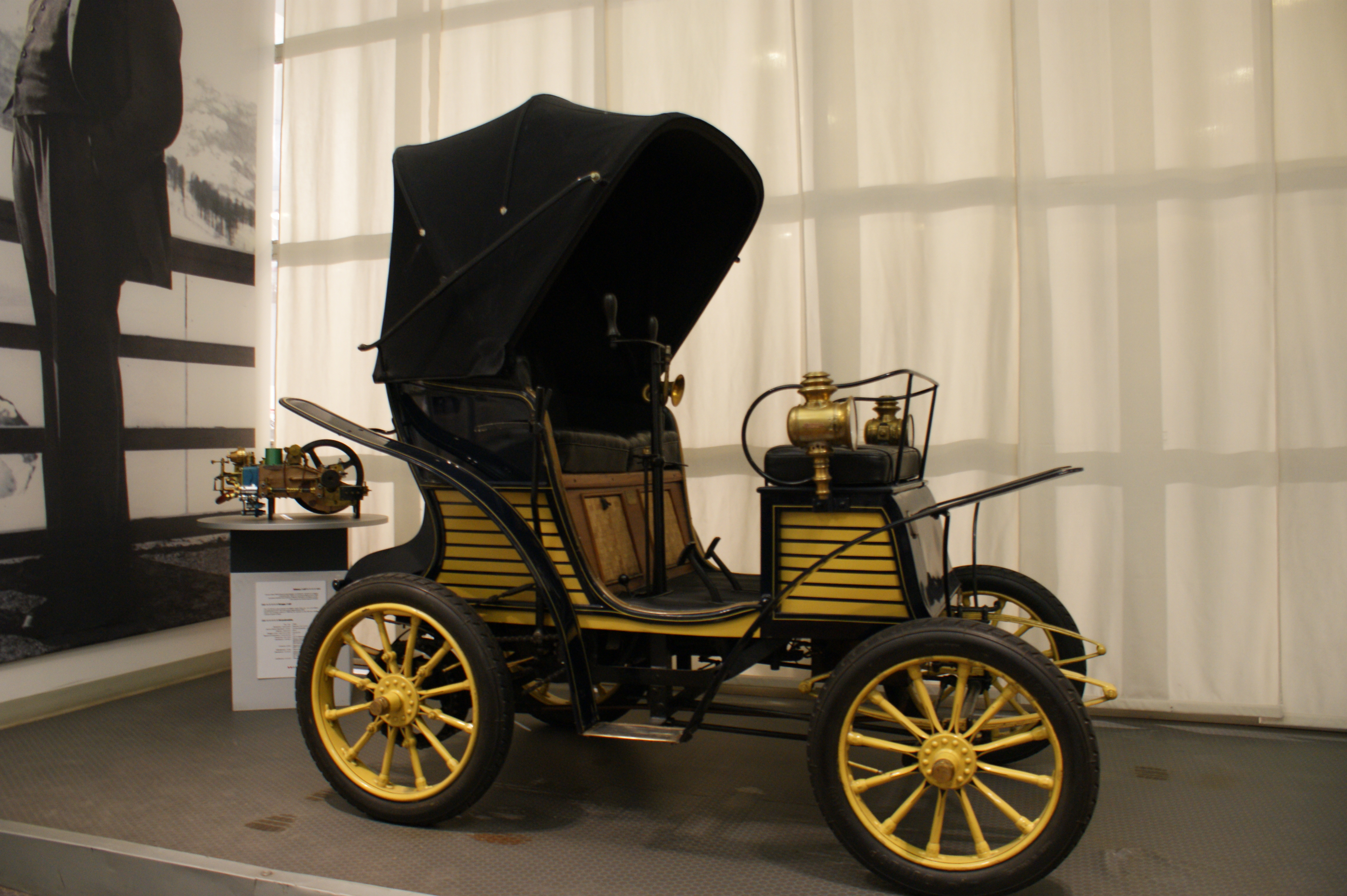
Fiat 4 HP (1899–1900)

Перші автомобілебудівні компанії з'явилися в Королівстві Італія в 1880-х роках, а Stefanini-Martina вважається першим виробником, хоча Енріко Бернарді (Enrico Bernardi) побудував бензиновий трицикл ще у 1884 році.
У 1888 році Джованні Баттіста Чейрано (Giovanni Battista Ceirano) почав будувати велосипеди Welleyes, названі так тому, що англійські імена були більш привабливі для продажів, а в жовтні 1898 року він став одним із засновників Ceirano GB & C. Разом зі своїми братами Маттео (Matteo) та Ернесто (Ernesto) він побудував легковий автомобіль Welleyes.
Однією з найстаріших, з нині діючих італійських компаній є концерн Fiat, заснований Джованні Аньєллі. Перший серійний автомобіль Fiat 4 HP з'явився в 1899 році, хоча було випущено лише 24 автомобіля.
Isotta Fraschini була заснована в 1900 році і спочатку складала автомобілі Renault.
До першого десятиліття XX століття в Італії з'явилися десятки автомобільних фірм. Тільки в одному промисловому центрі, місті Турині до 1910-х років їхня кількість перевищувала десяток. Більшість з них проіснували від півтора року до декількох десятиліть і до нашого часу не збереглися. Серед них можна виділити такі нині забуті компанії як: Prinetti Stucchi & C., Fabbrica Automobili Storero, Società Anonima Vetture Temperino, Società Torinese Automobili Elettrici, Fabbrica Torinese Velivoli Chiribiri & C., Aquila Italiana, Isotta Fraschini, Zust і ін.

### 1920-ті—1940-ві роки

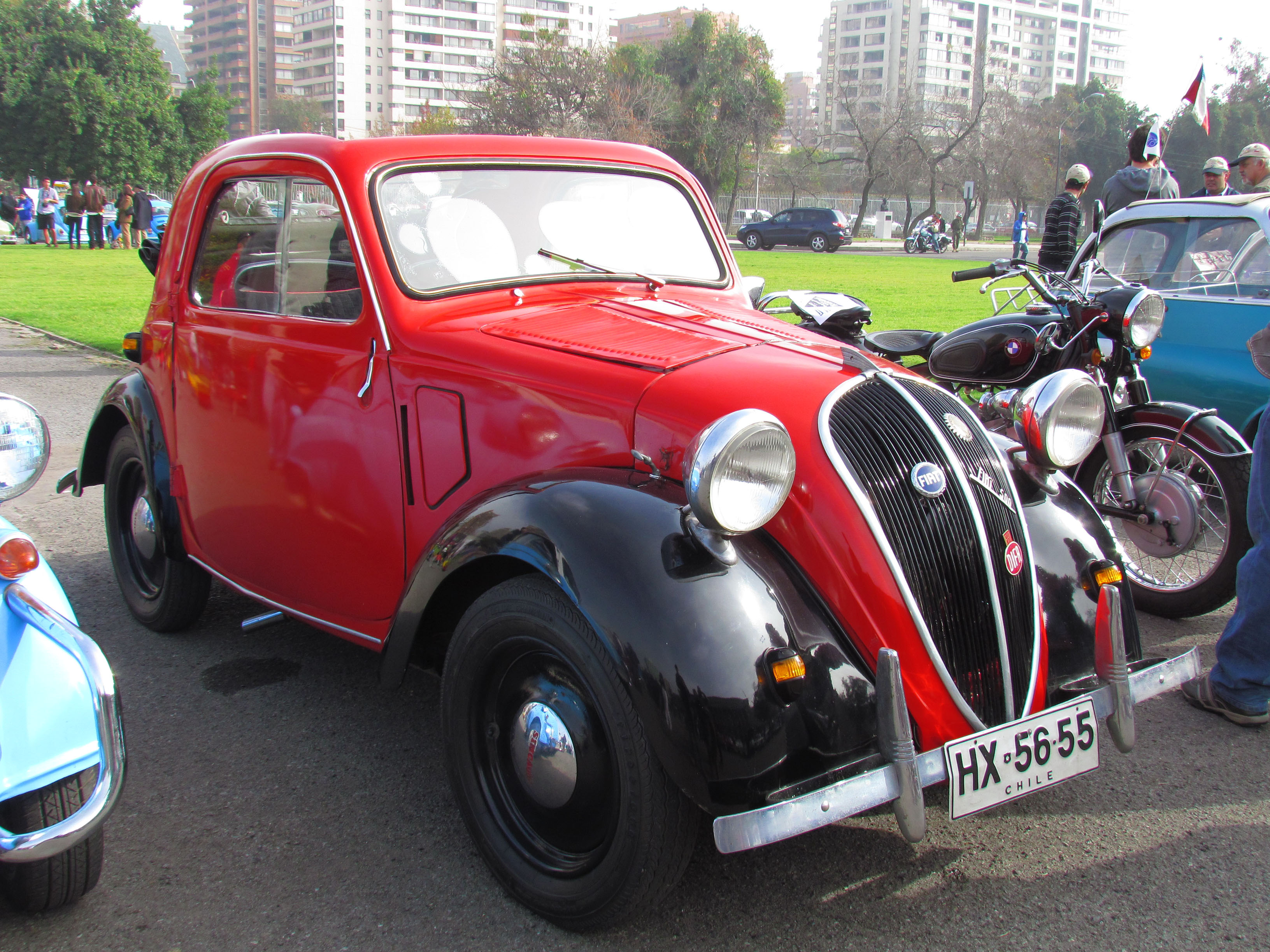
Fiat 500 Topolino (1936–1955)

Італія зустріла Першу світову війну початком моторизації своєї армії. Для її потреб автомобільні компанії країни випускали вантажні автомобілі, бронеавтомобілі і навіть перші танки. У 1920-х роках почався бурхливий розвиток автомобілебудування. Суспільство, яке швидко збагачувалось змогло дозволити собі автомобіль — в той час дуже дорогу «іграшку». Розвиток автоспорту також позначився на італійському автомобілебудування. Такий бренд як Alfa Romeo став лідером італійців в спортивних змаганнях. Почався і активний експорт італійських автомобілів за кордон, зокрема й в СРСР.
Велика депресія торкнулася всієї Європи. Внаслідок тяжкої економічної кризи розорилося безліч автомобільних марок країни, а решта виявилися на грані банкрутства. Щоб зберегти промисловість, уряд націоналізував більшість автомобільних компаній. До середини 1930-х років основними виробниками італійських легкових автомобілів стали: Fiat, Alfa Romeo, Lancia. Втім, швидка мілітаризація та індустріалізація влаштована фашистським урядом давала можливість цим компаніям випускати не тільки легкові автомобілі, а й вантажівки, автобуси, залізничний транспорт, а також бронетехніку для армії, як у випадку з консорціумом Fiat-Ansaldo.
У 1930-х роках автомобілі Fiat за ліцензією освоїли в таких країнах як: Польща (Polski Fiat), Франція (Simca-Fiat) і Німеччина (NSU-Fiat). Друга світова війна серйозно торкнулася автомобільної промисловісті Італії. Оскільки всі її заводи були пов'язані з військовими замовленнями, то союзники бомбардували більшість машинобудівних підприємств країни.

### 1950-ті роки

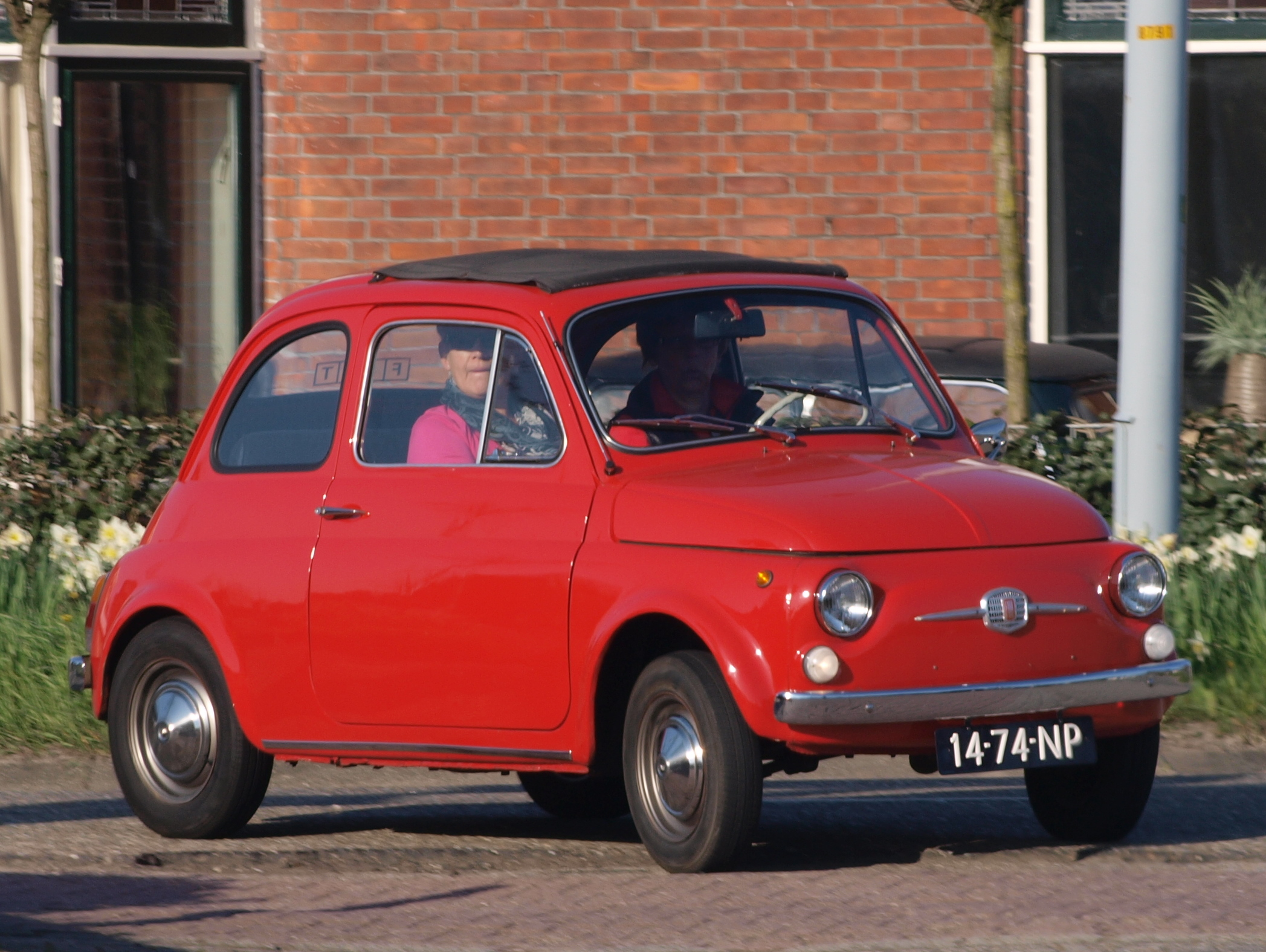
Fiat Nuova 500 (1957–1975)

Після війни почався новий етап розвитку автомобілебудування Італії. Була зроблена ставка на елітні спортивні автомобілі (Ferrari, Lamborghini, Maserati), націлені, перш за все на експорт, в тому числі і в США. У 1950-1960-х роках відбувся розподіл виробництва автомобілів за класами між компаніями. Отож Fiat став виробником в основному доступних бюджетних автомобілів, зокрема й популярних мікролітражок Fiat 500 і Fiat 600. Alfa Romeo випускала спортивні і звичайні автомобілі для середнього класу, Lancia випускала автомобілі преміум-класу. Тоді ж у 1950-х роках розширилася і географія експорту італійських автомобілів. Ринками збуту стали Північна Америка і Південна Америка, Азія і Африка. В Іспанії компанія Seat розпочала свою діяльність з випуску ліцензійних автомобілів Fiat. В Австрії складанням автомобілів Fiat зайнялась фірма Puch, в Польщі Polski Fiat, в Югославії Zastava. Під контроль Afla Romeo перейшов бразильський автовиробник FNM.
Багато американських та європейських автомобілів 1950-1960-х років, часів так званого «автомобільного бароко» створювали італійські автодизайнери таких відомих фірм як: Ghia, Bertone, Italdesign, Frua, Castagna.

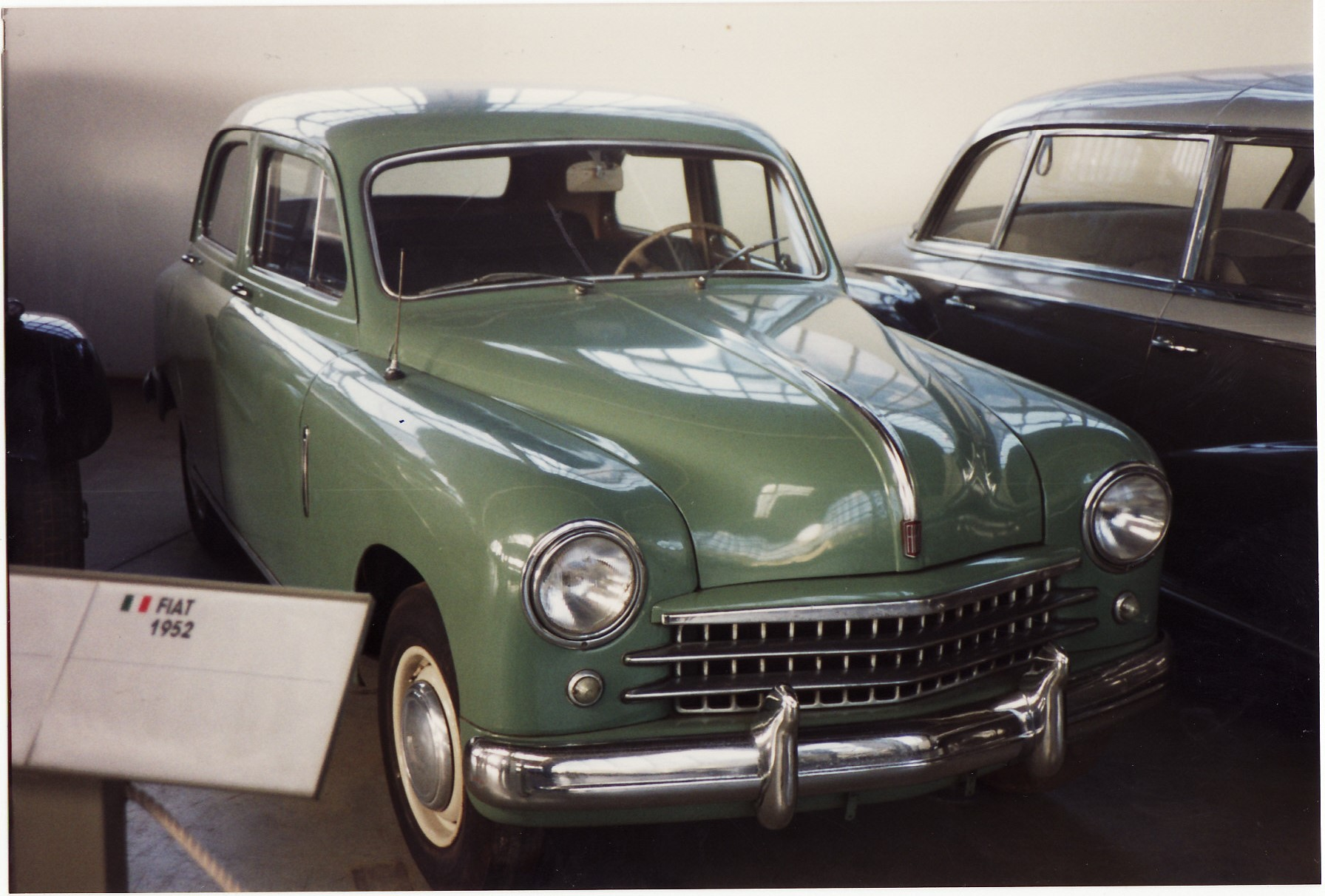
Fiat 1400 (1950–1958)
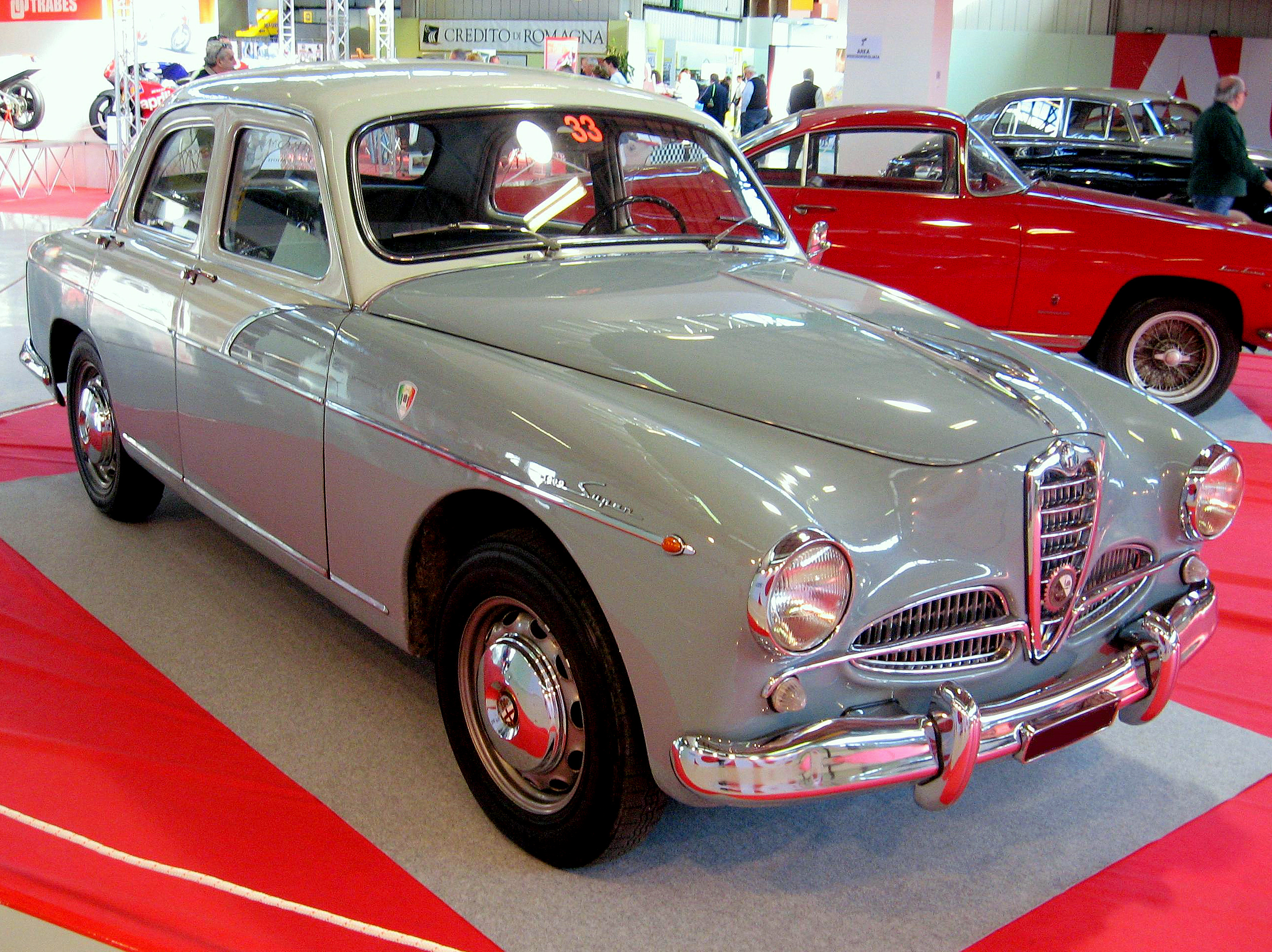
Alfa Romeo 1900 (1950–1959)
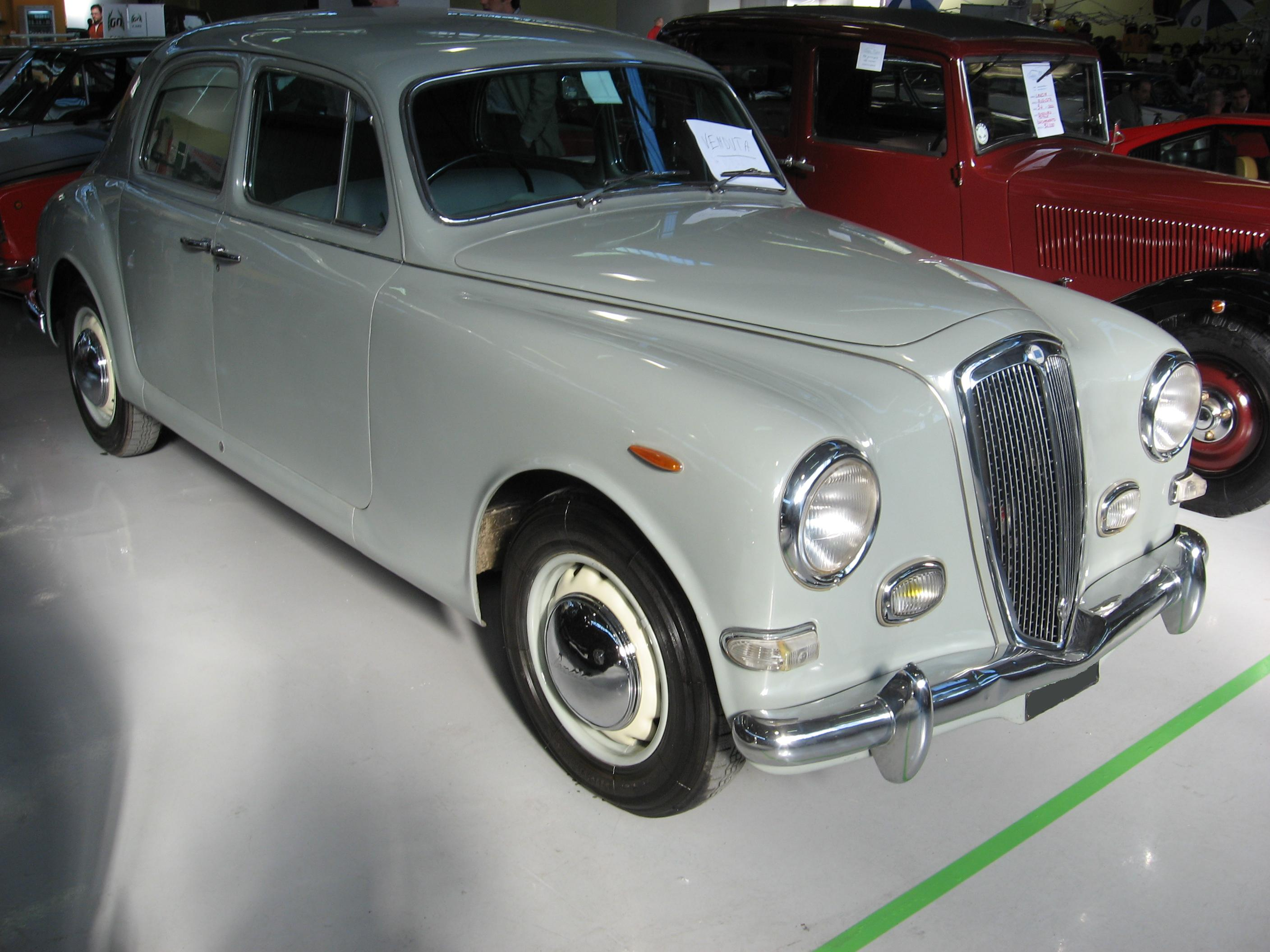
Lancia Aurelia (1950–1958)
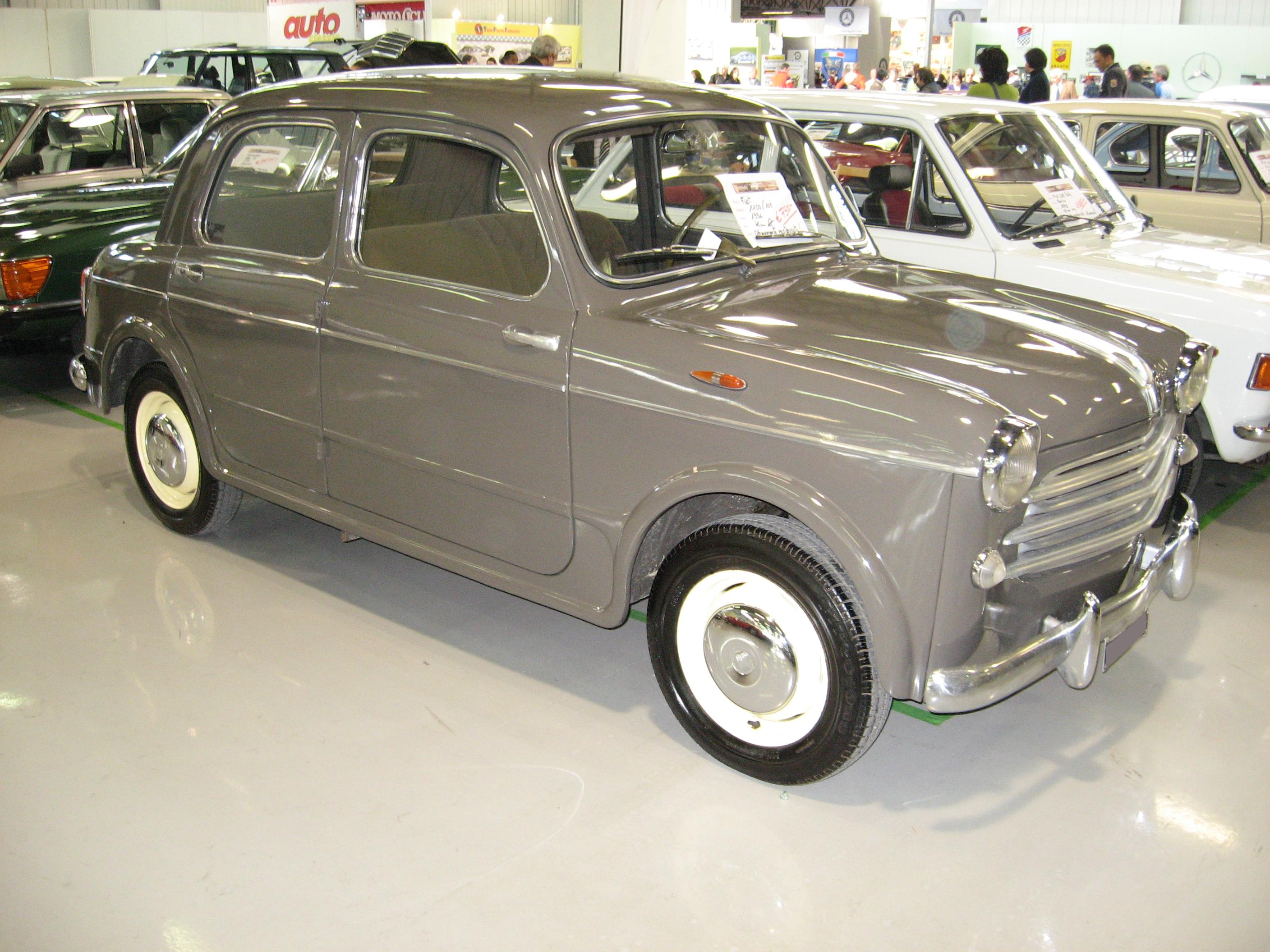
Fiat 1100 (1953–1969)
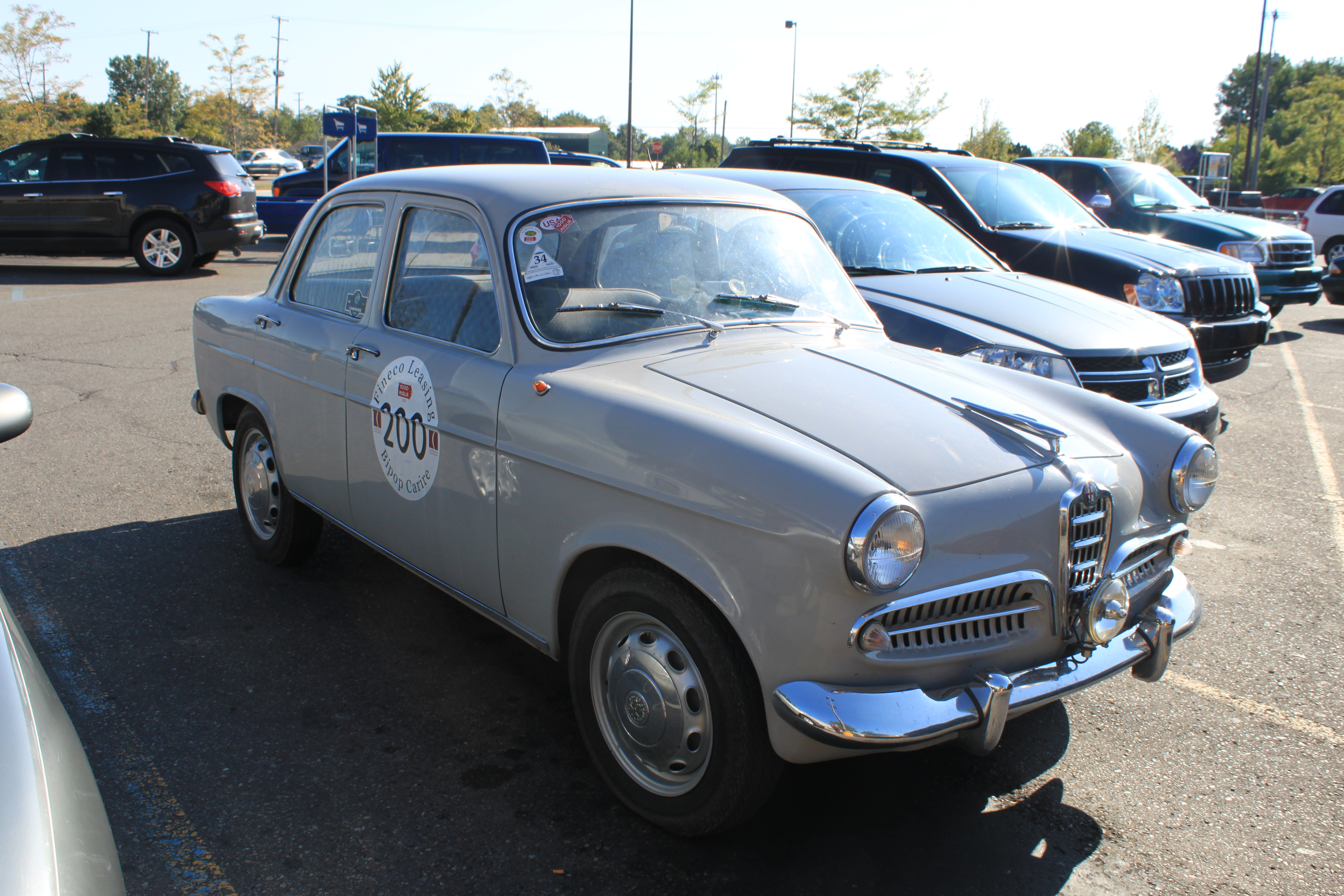
Alfa Romeo Giulietta (1954–1965)
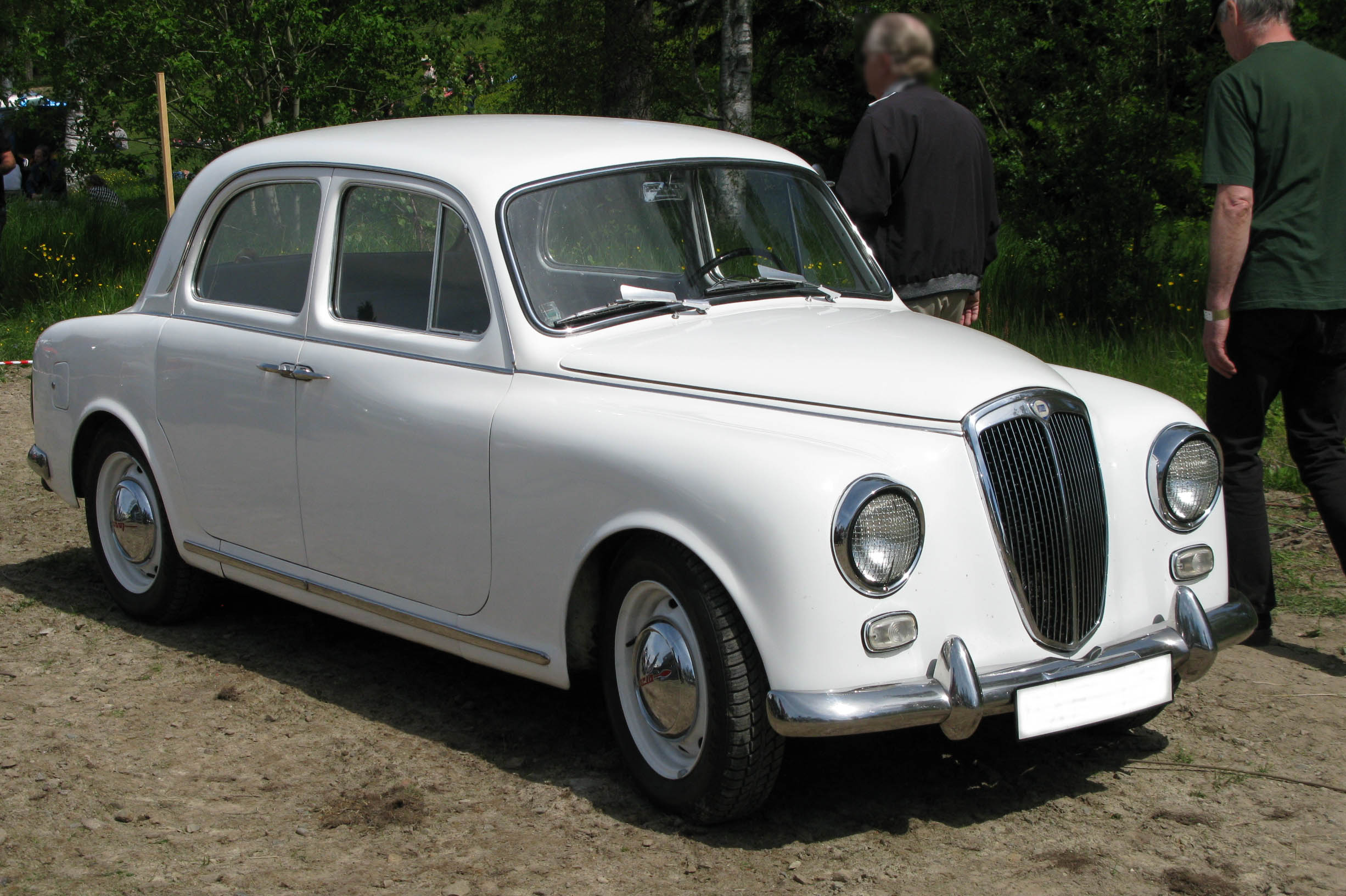
Lancia Appia (1953–1963)

### 1960-ті роки

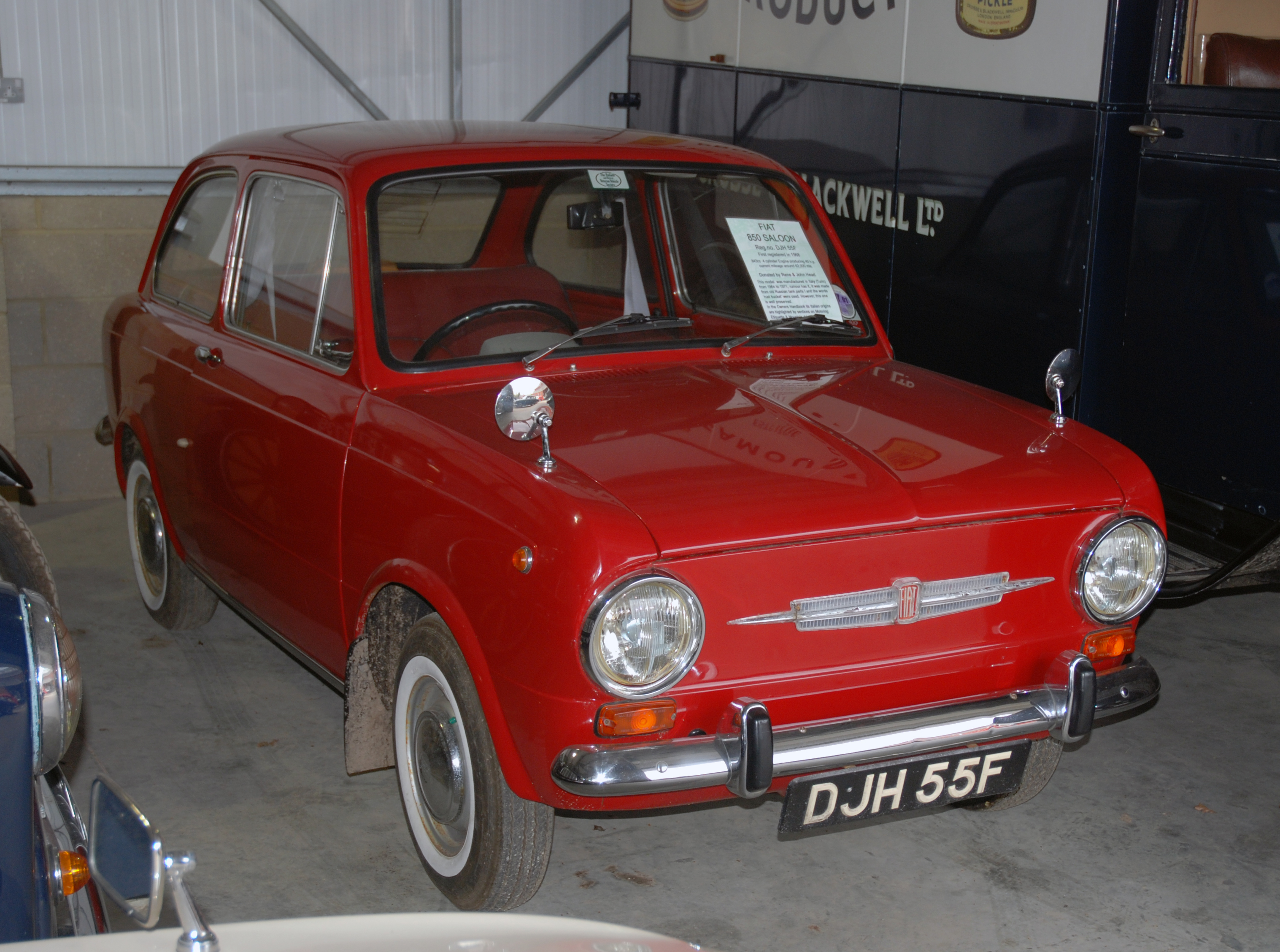
Fiat 850 (1964–1973)

У 1966 році між Fiat і Радянським урядом було підписано угоду про будівництво в СРСР автозаводу і відкриття мережі сучасних автосервісів. Так з'явився АвтоВАЗ. Не оминули увагою італійський автопром і інші країни соціалістичного блоку. У Польщі довгий час випускався цілий ряд ліцензійних автомобілів Fiat. Кузов автомобіля FSO Polonez був спроектований італійським кузовним ательє Centro Stile Fiat. Чехословацьку Škoda Favorit створили в кузовному ательє Bertone. Східнонімецький Wartburg 353 створила компанія Michelotti.

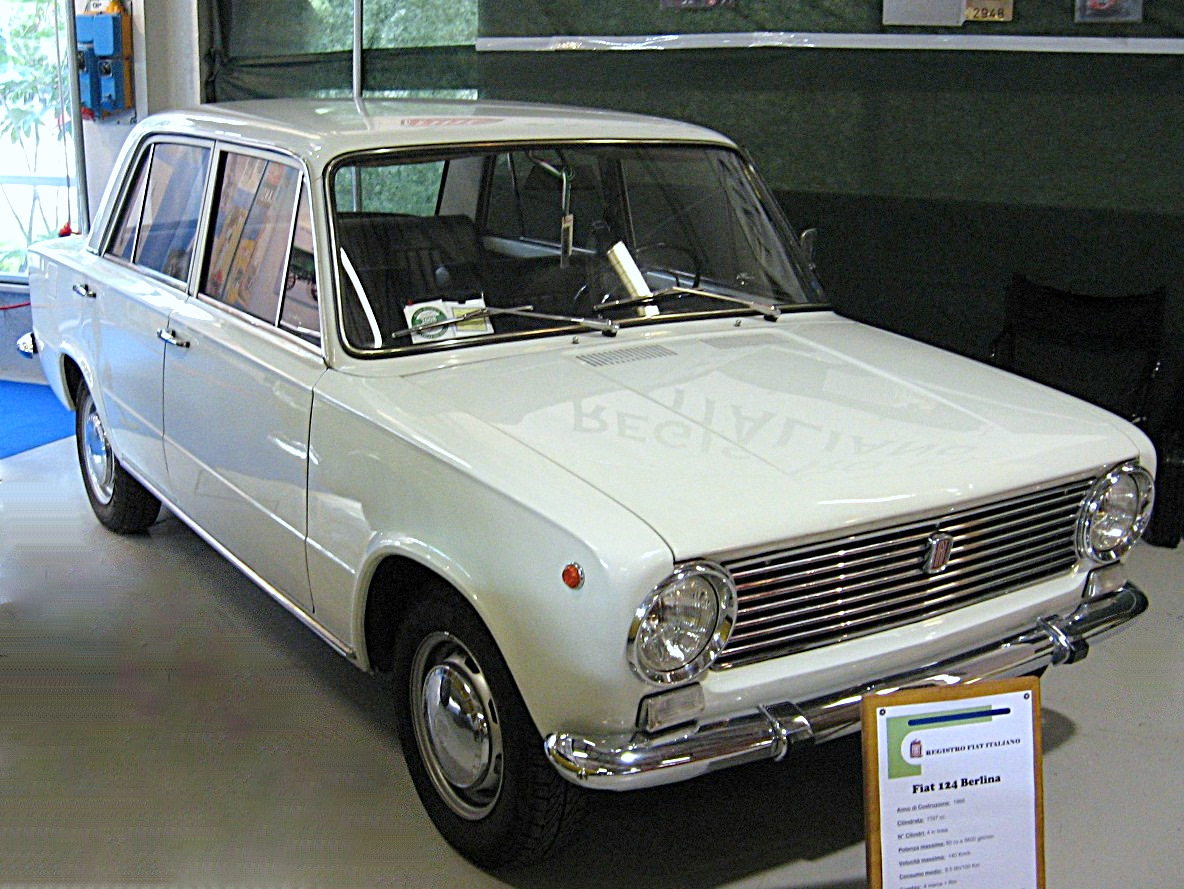
Fiat 124 (1966—1974)
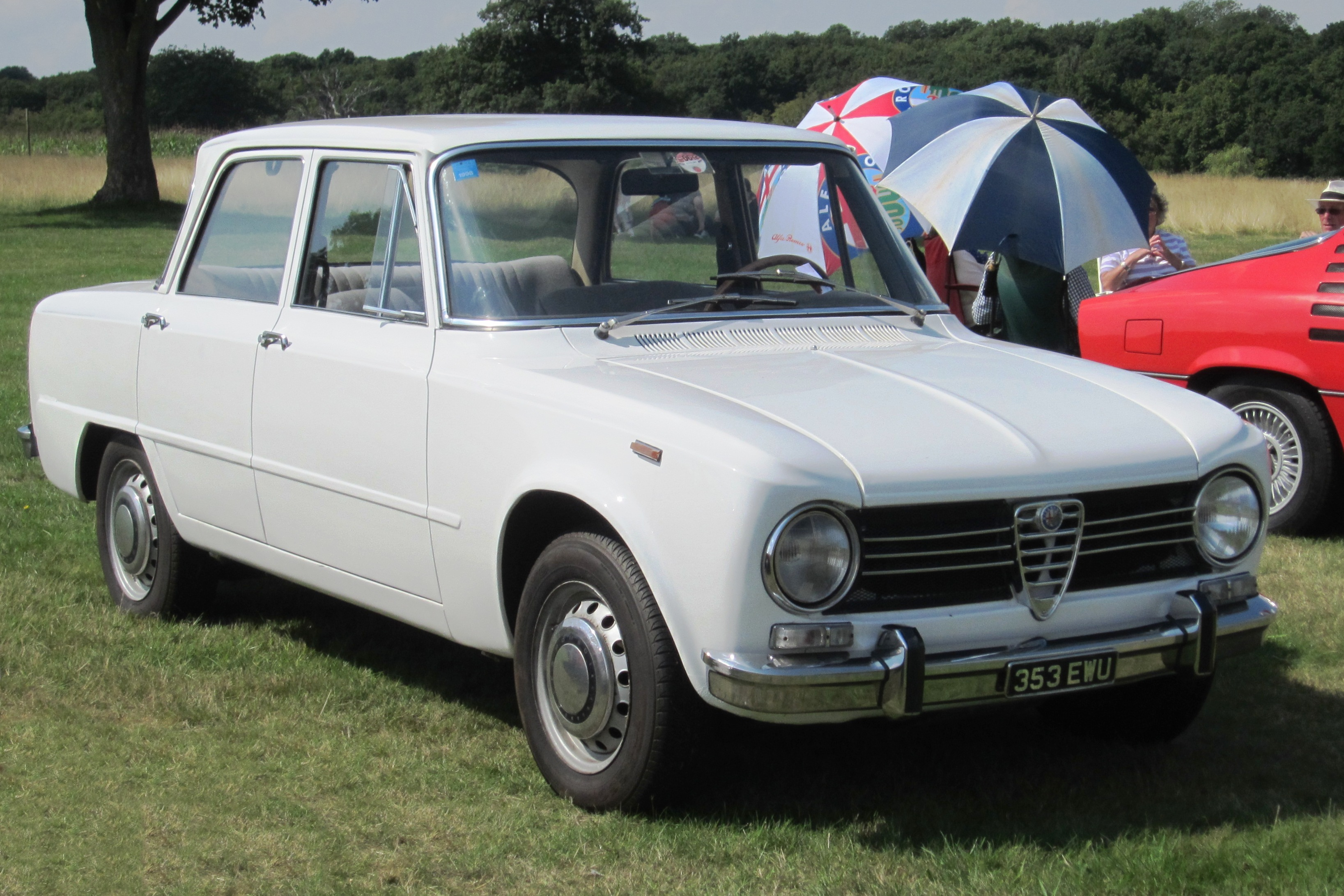
Alfa Romeo Giulia (1962—1978)
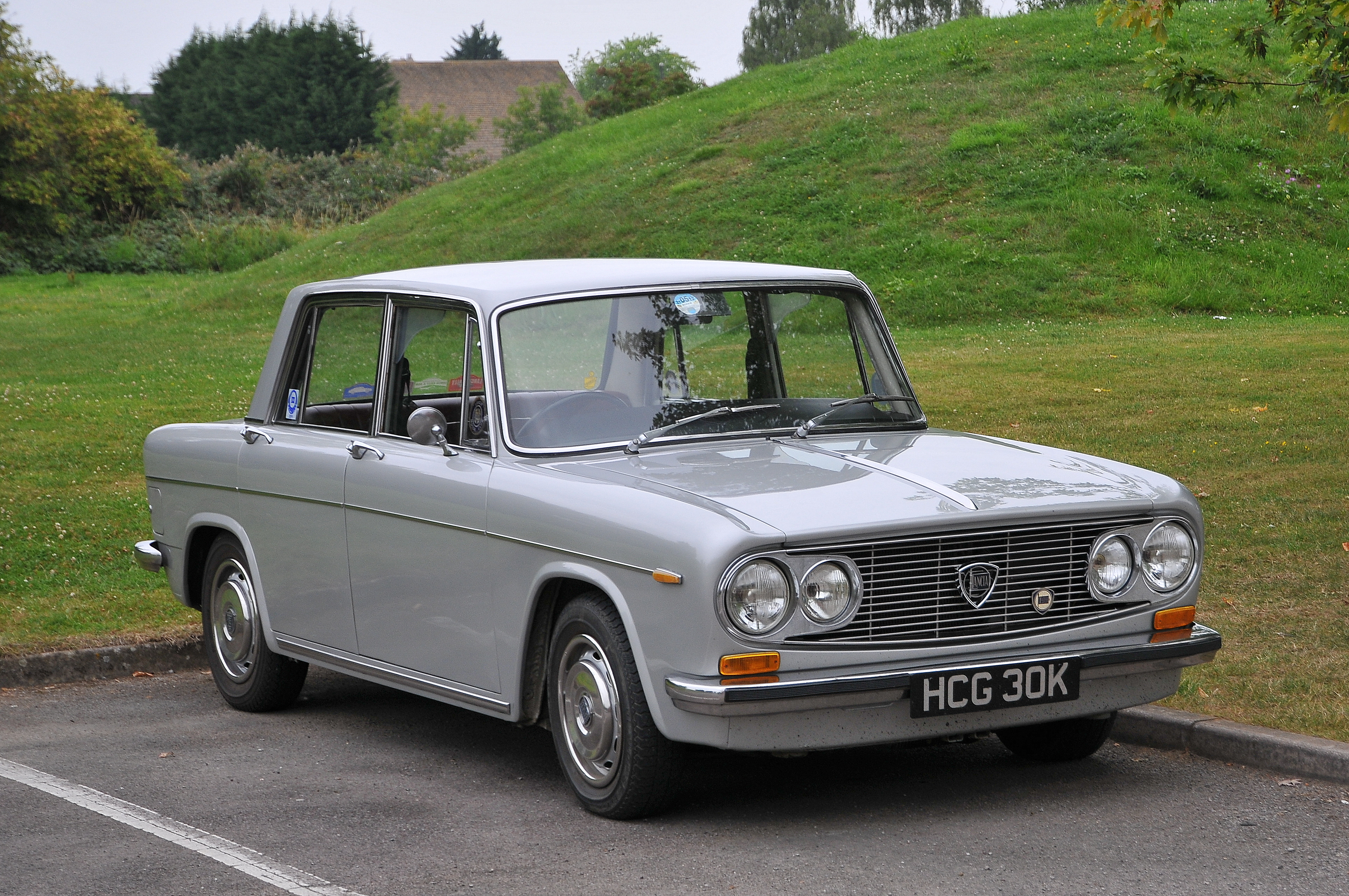
Lancia Fulvia (1963—1976)
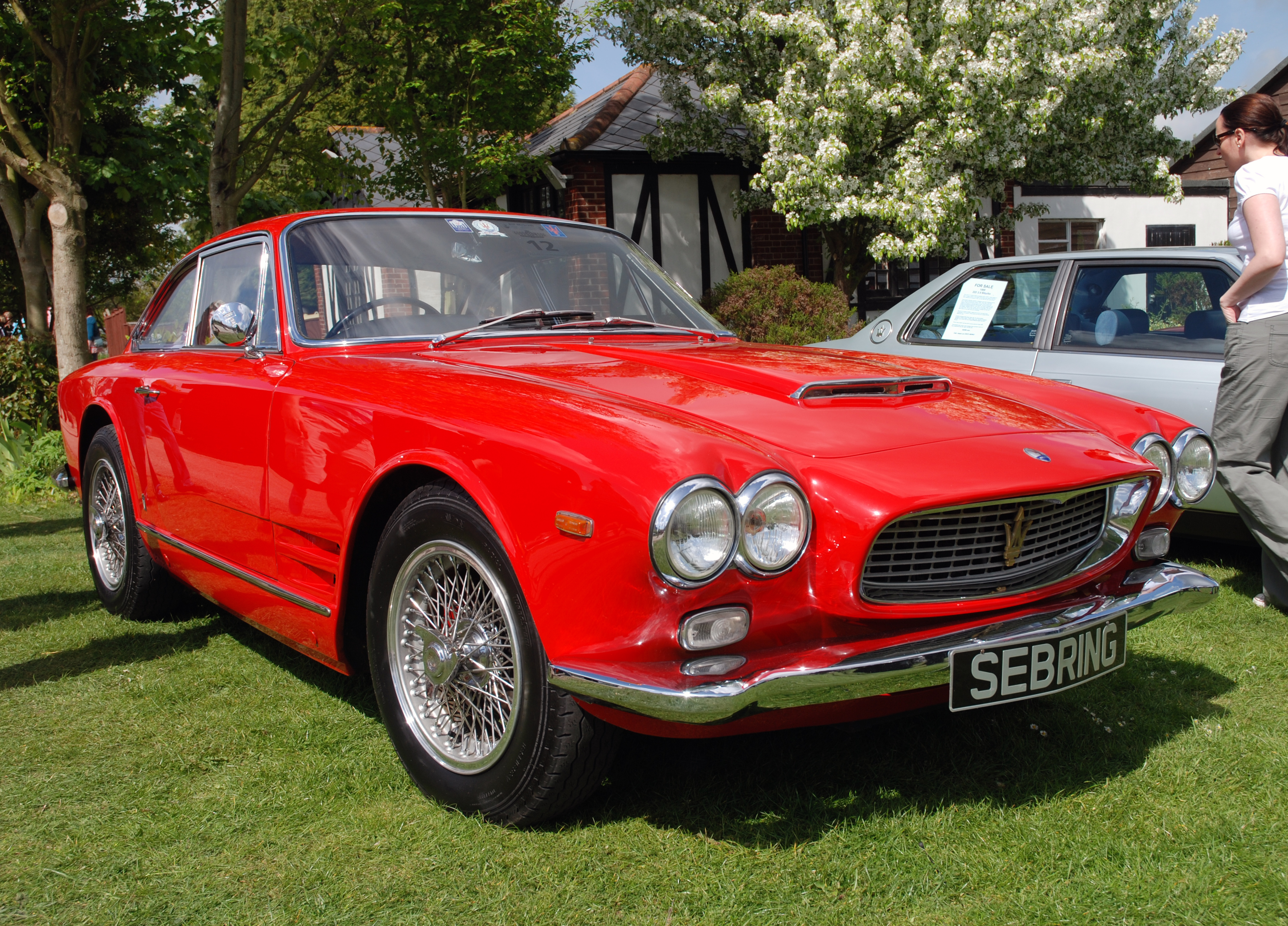
Maserati Sebring (1962—1969)
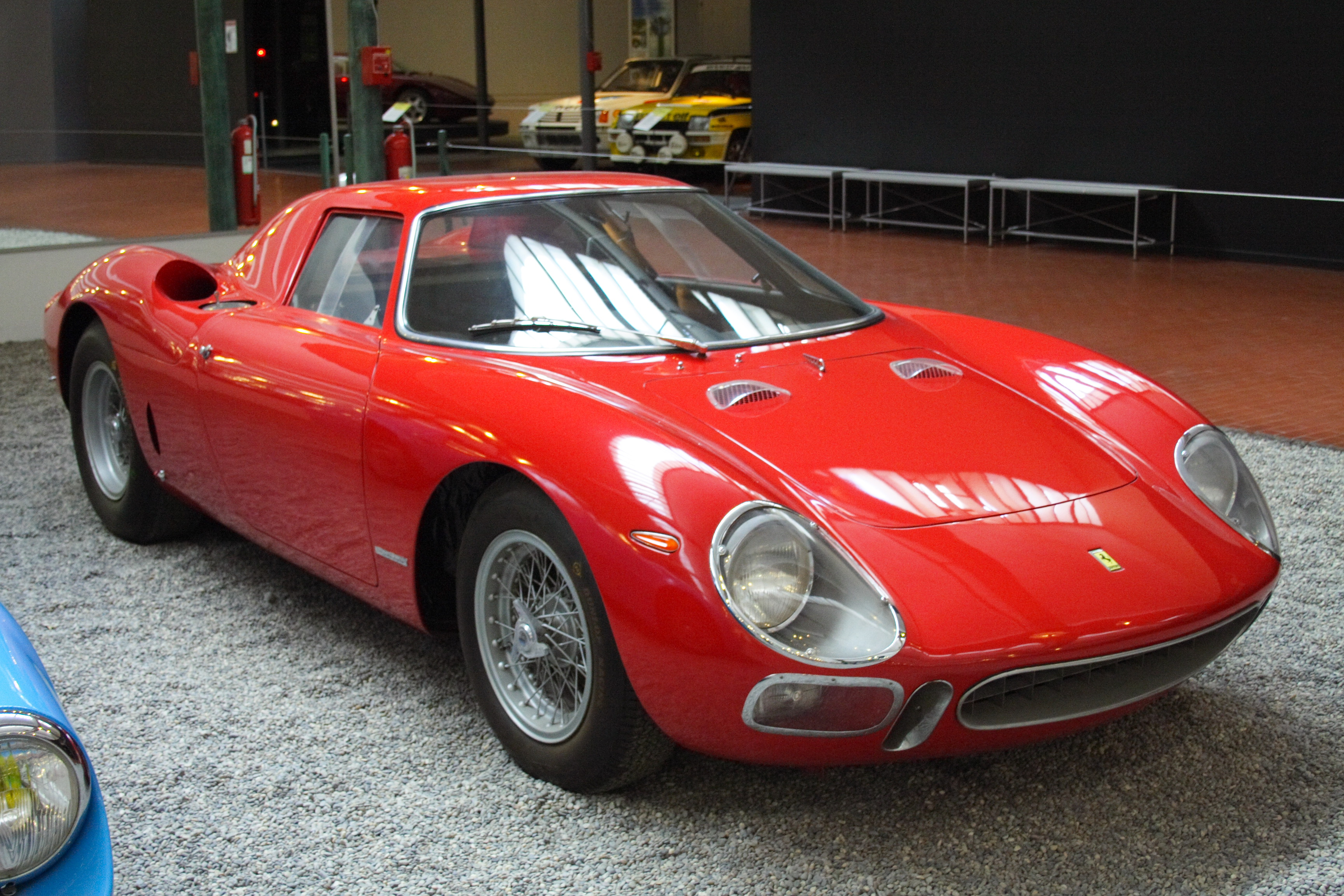
Ferrari 250 LM (1965—1966)
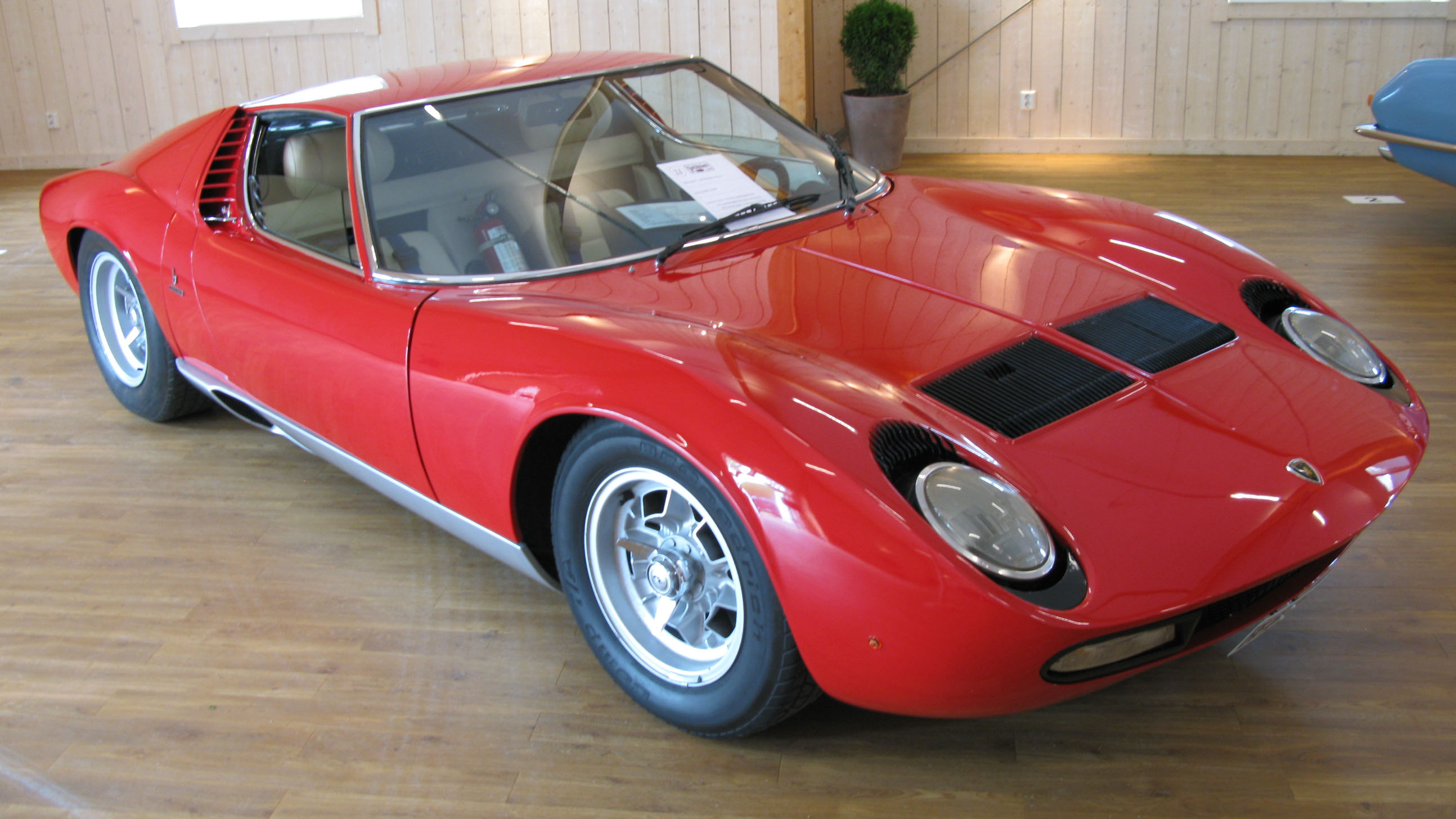
Lamborghini Miura (1966—1973)

### 1970-ті роки

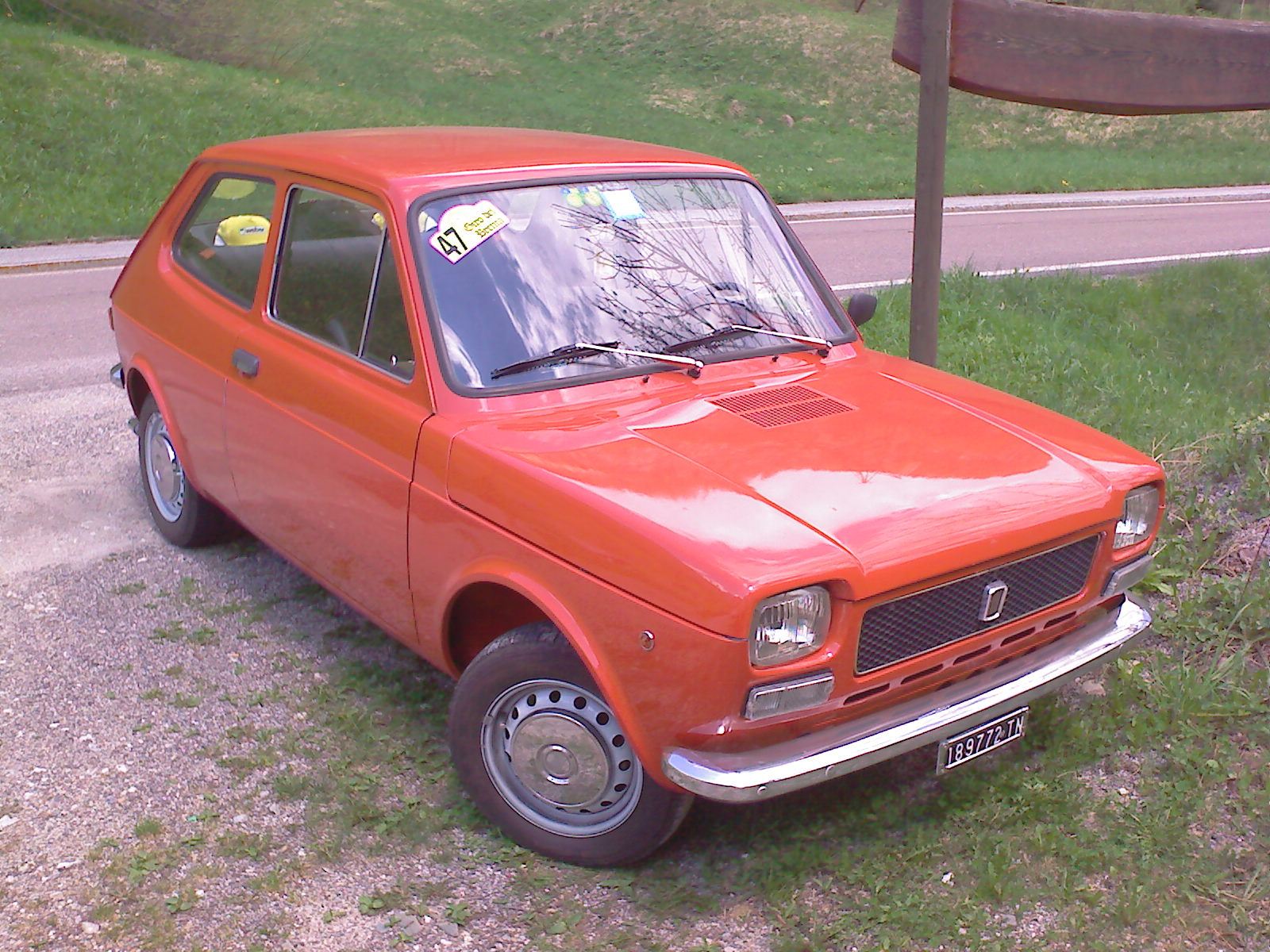
Fiat 127 (1971–1983)

Початок 1970-х років ознаменуванований економічною кризою, в результаті якої автомобілебудівникам багатьох європейських країн довелося об'єднатися. Виробники комерційної техніки в Італії, Німеччині та Франції заснували корпорацію IVECO — одного з найбільших виробників вантажівок і автобусів в Європі. Fiat викупив Lancia, Alfa Romeo, Ferrari.
1970-ті і 1980-ті роки були часом великих змін для автомобільної промисловості в Європі. Задній привід, особливо на сімейних автомобілях, поступово поступався приводом на передні колеса.

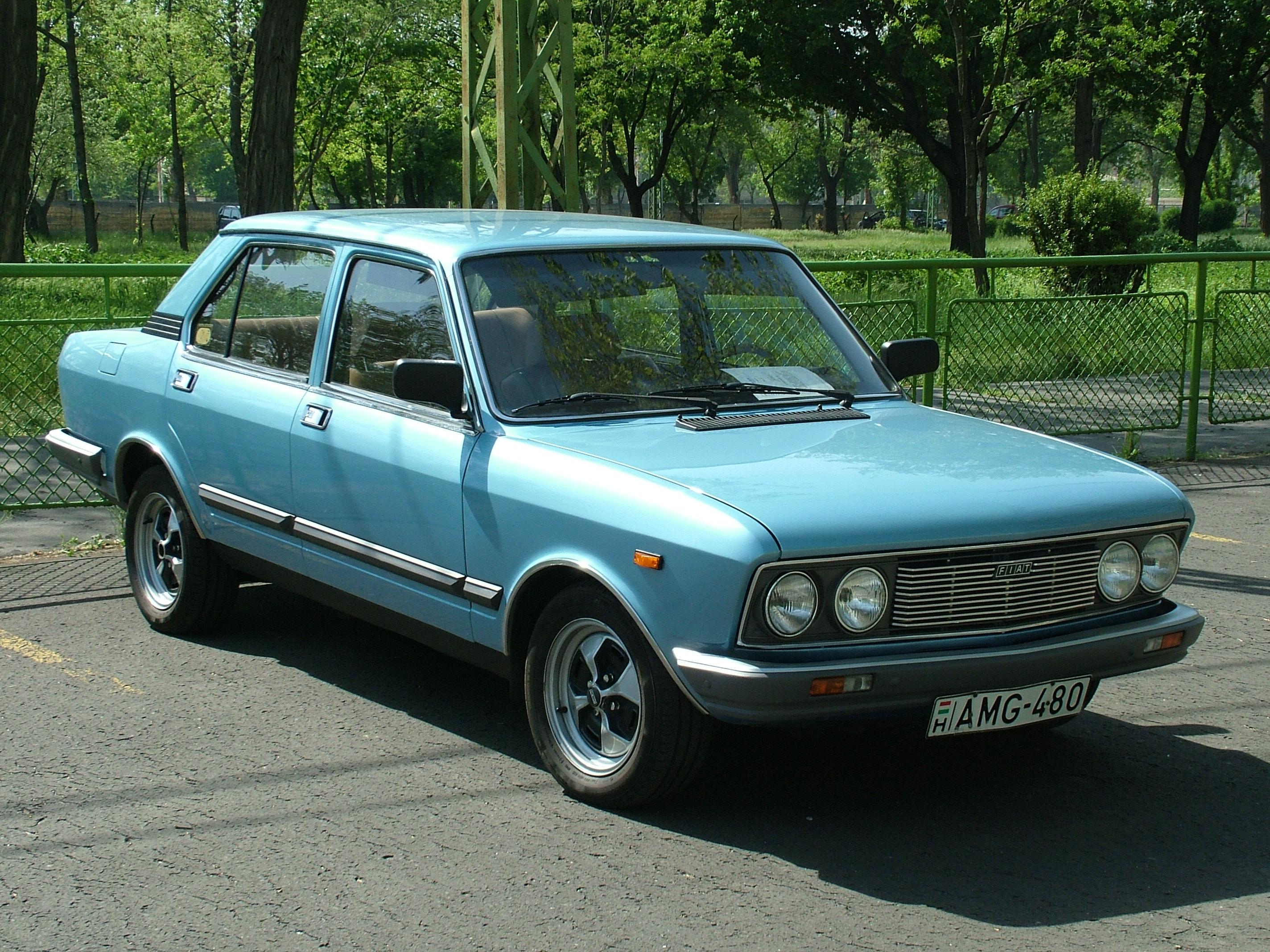
Fiat 132 (1972—1981)
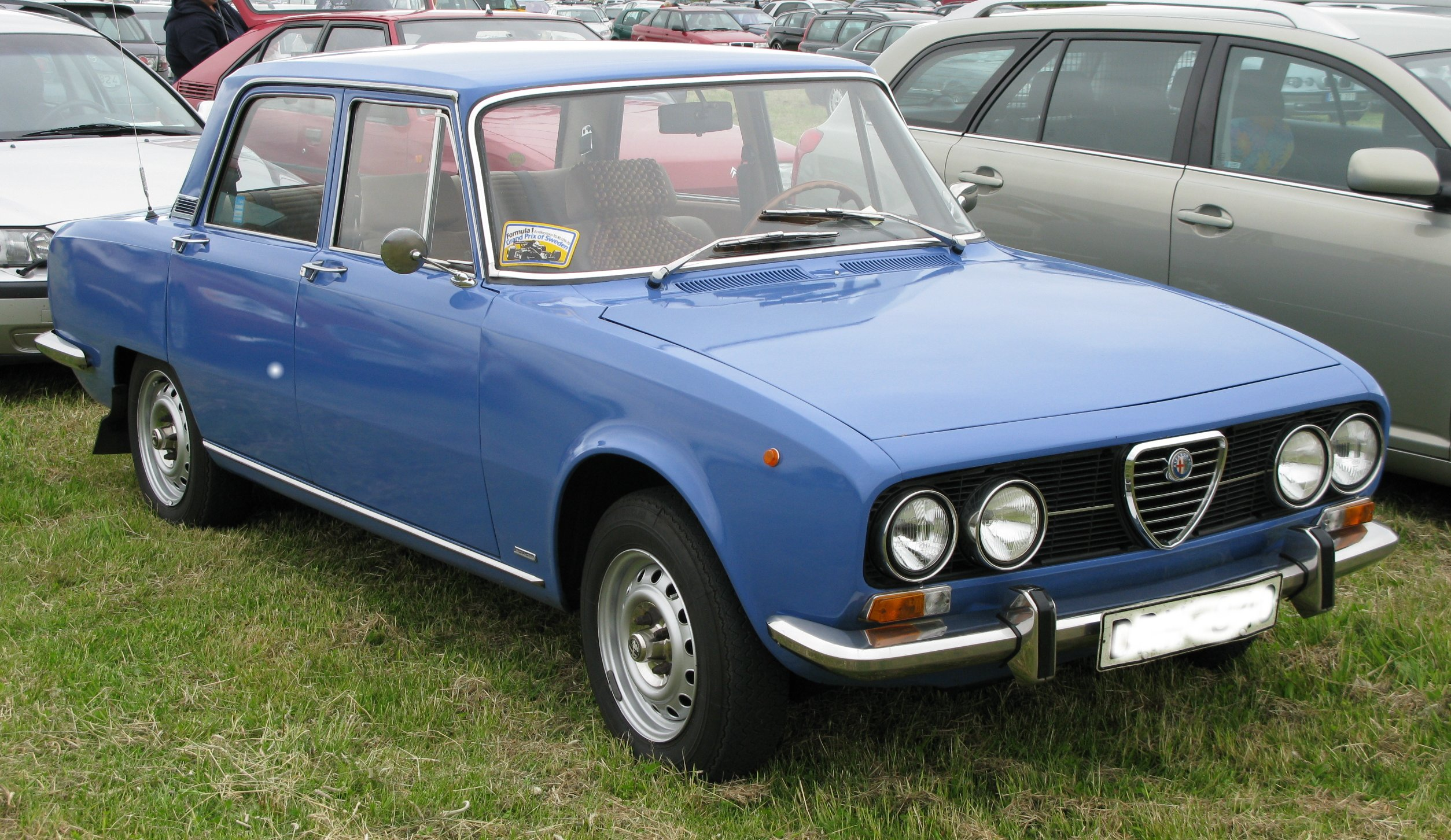
Alfa Romeo 1750 Berlina (1968—1977)
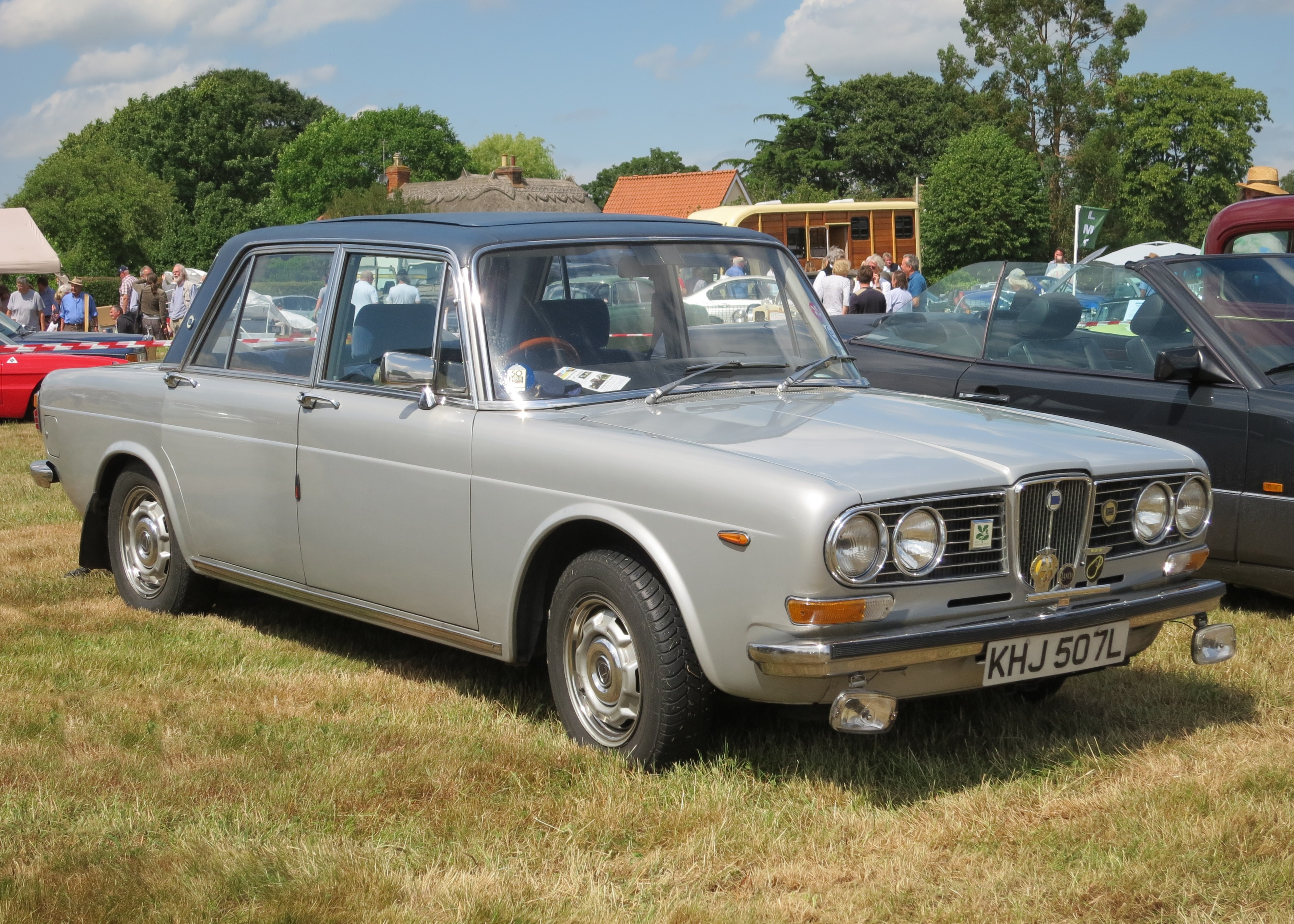
Lancia 2000 (1971—1975)
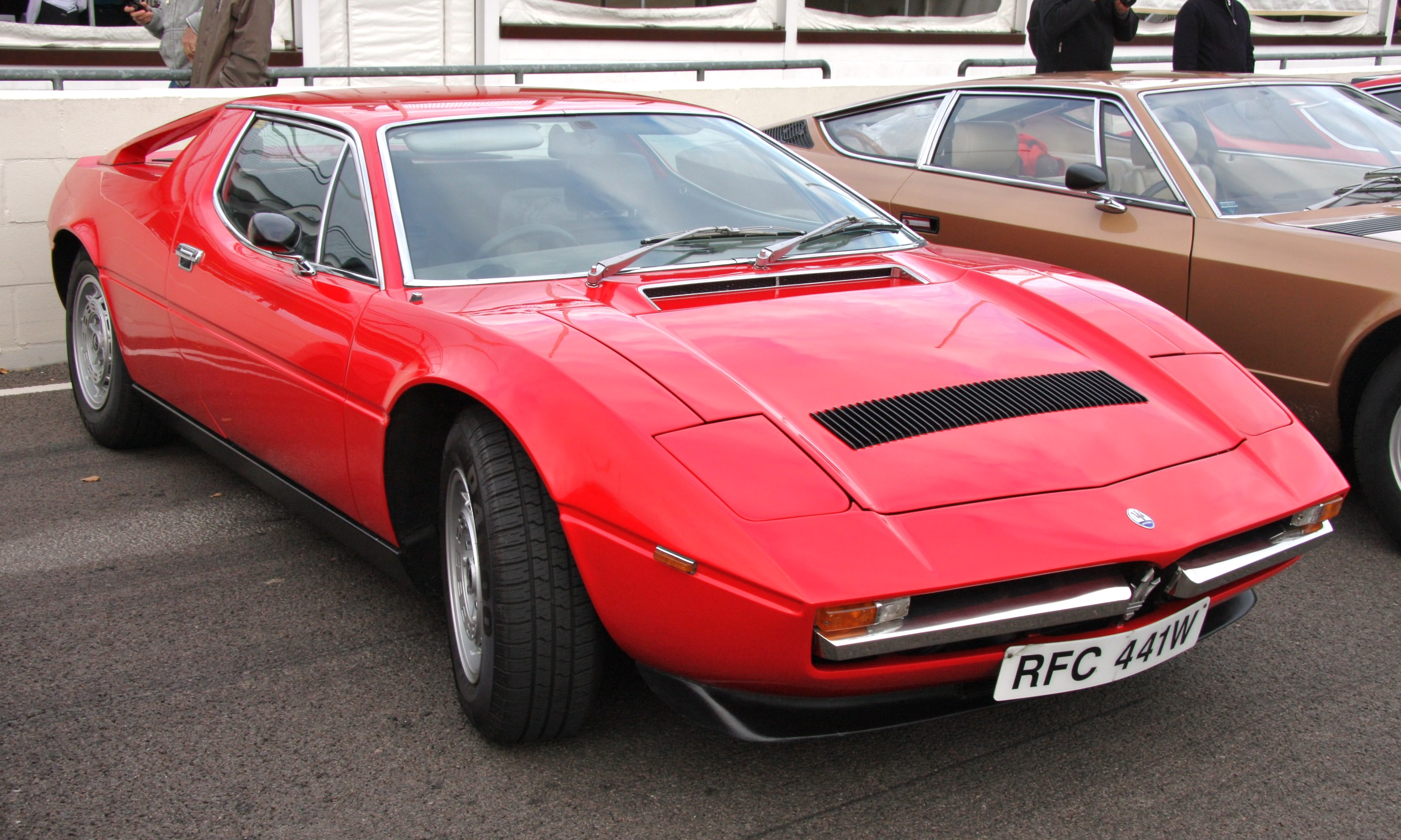
Maserati Merak (1972—1983)
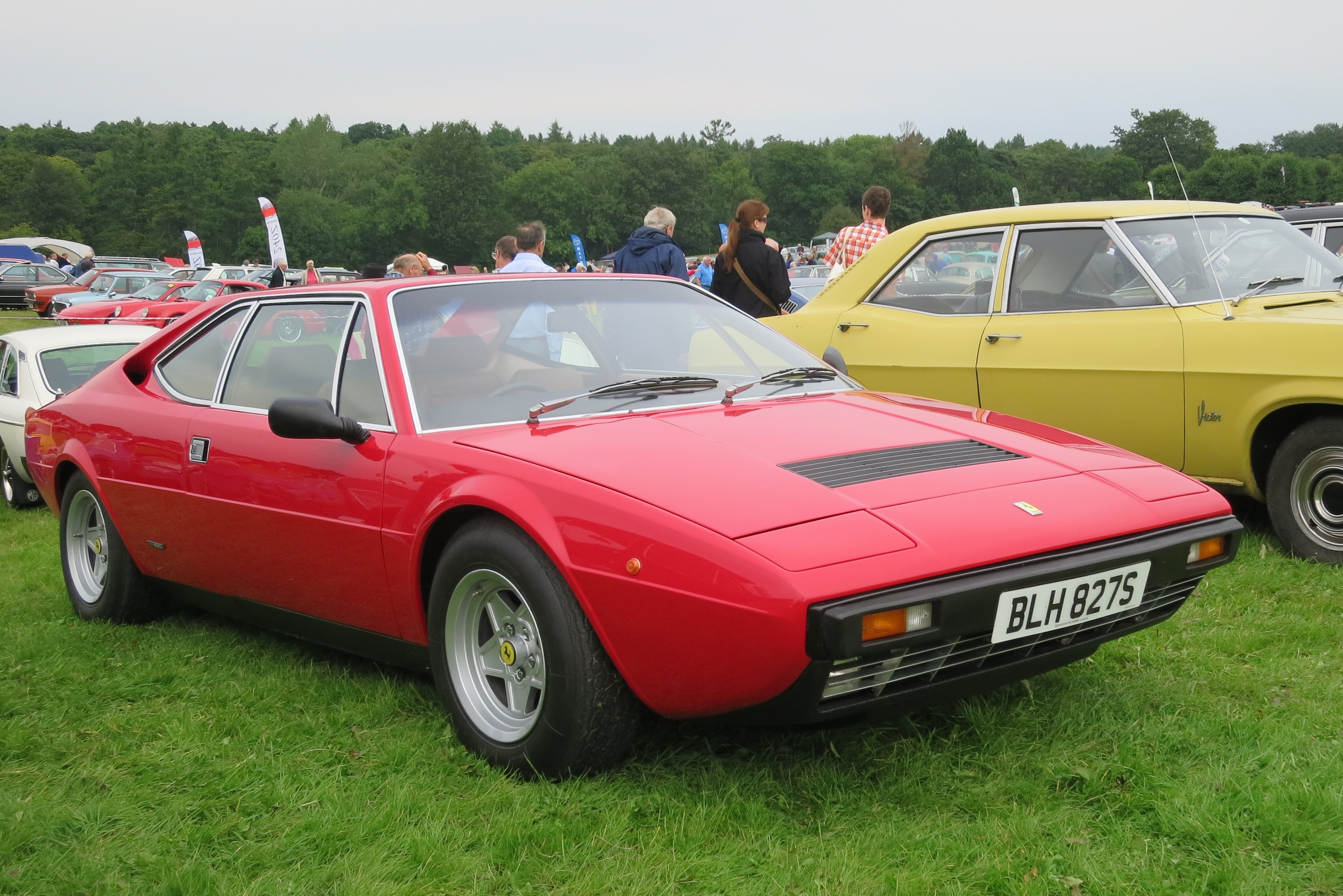
Ferrari GT4 (1973–1980)
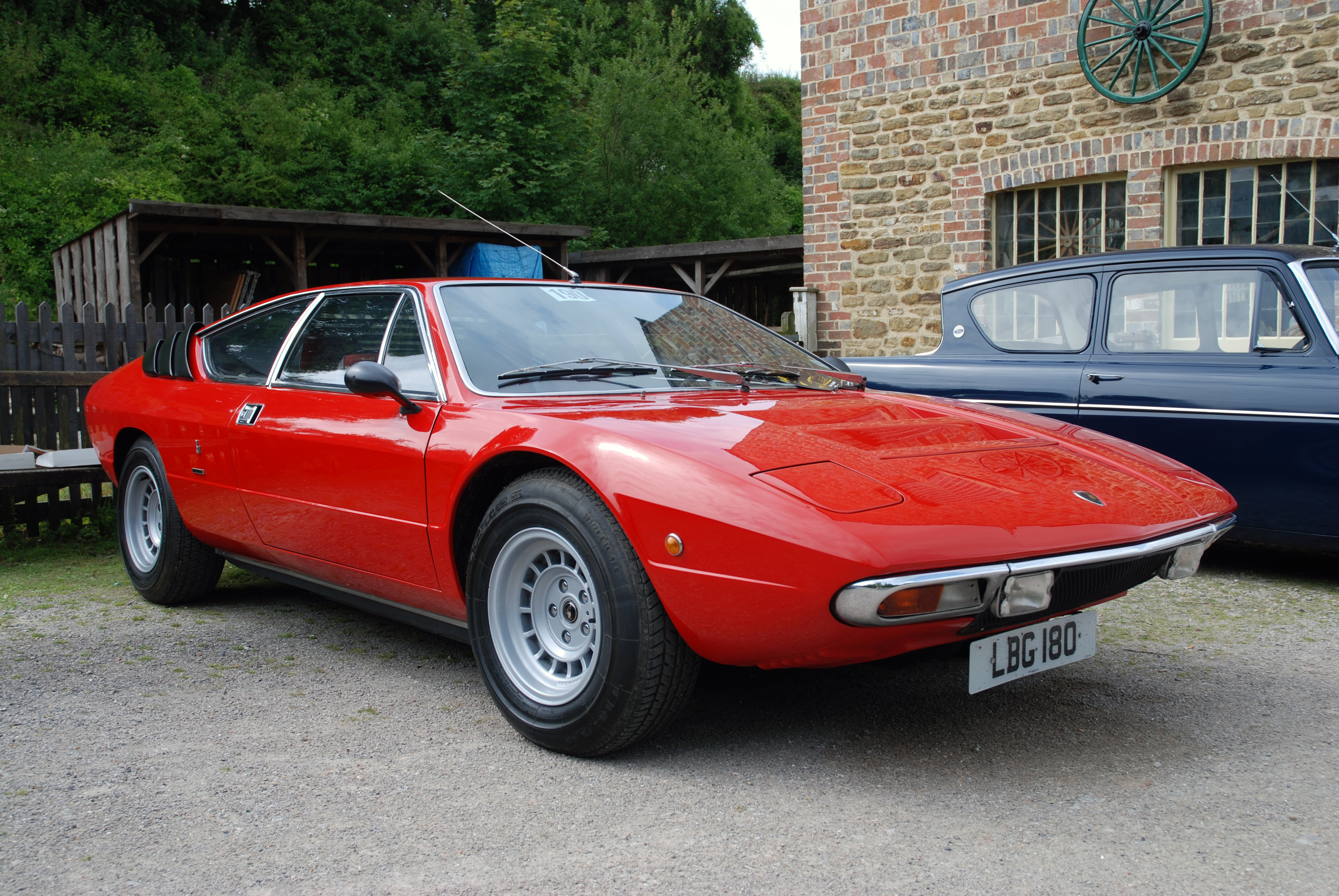
Lamborghini Urraco (1972—1979)

### 1980-ті роки

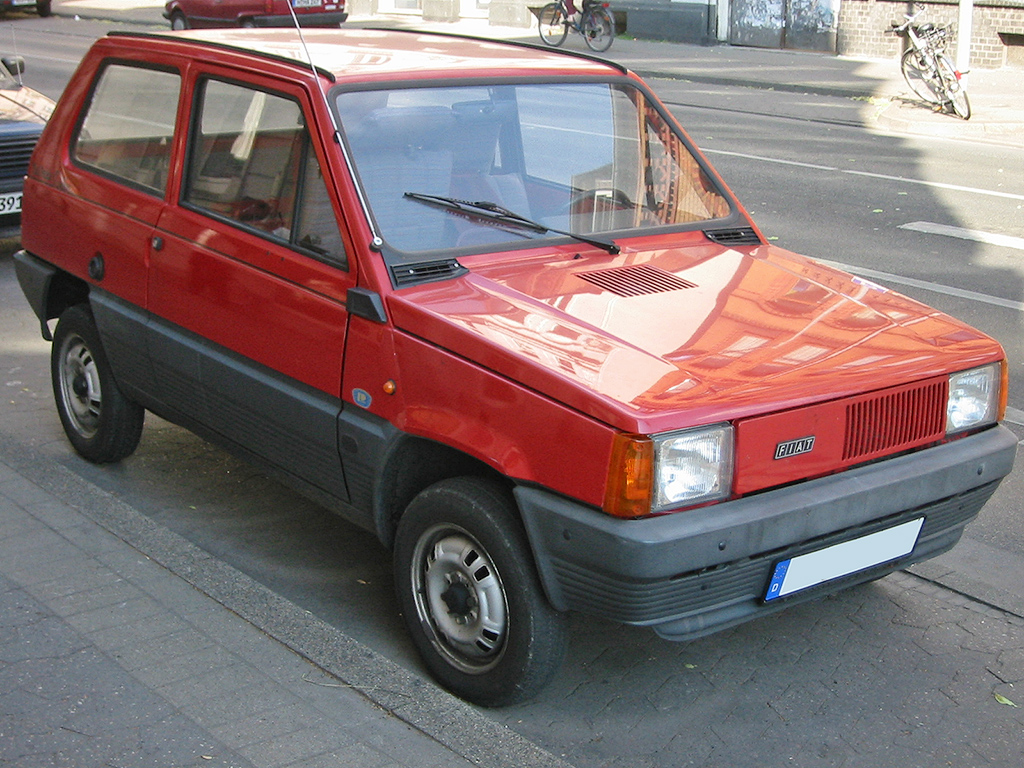
Fiat Panda (1980–2003)

У 1980-ті роки італійська компанія Fiat співпрацювала зі шведським автовиробником Saab, в результаті чого на одній платформі були створені відразу три моделі: Fiat Croma, Lancia Thema і Saab 9000.

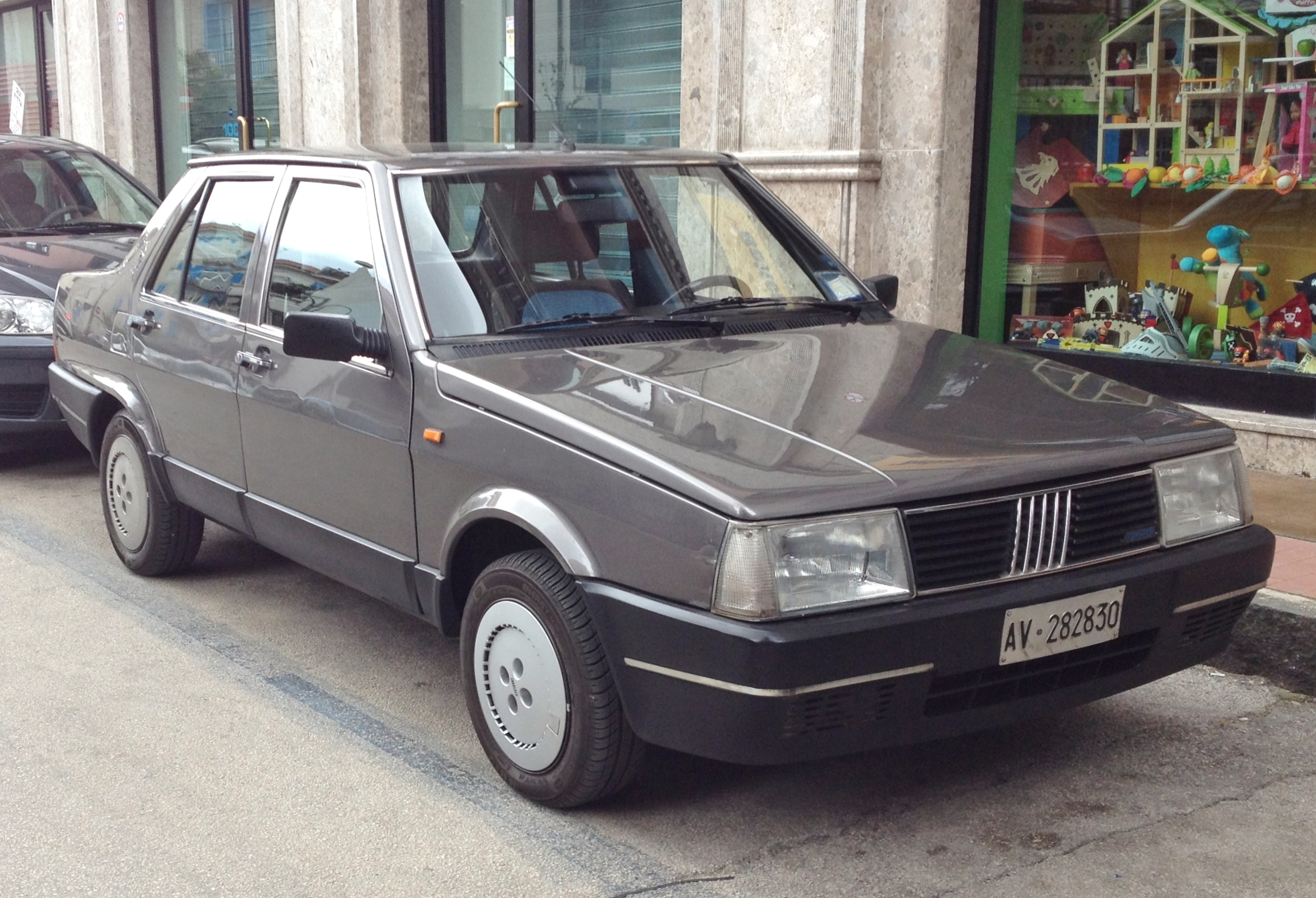
Fiat Regata (1983—1990)
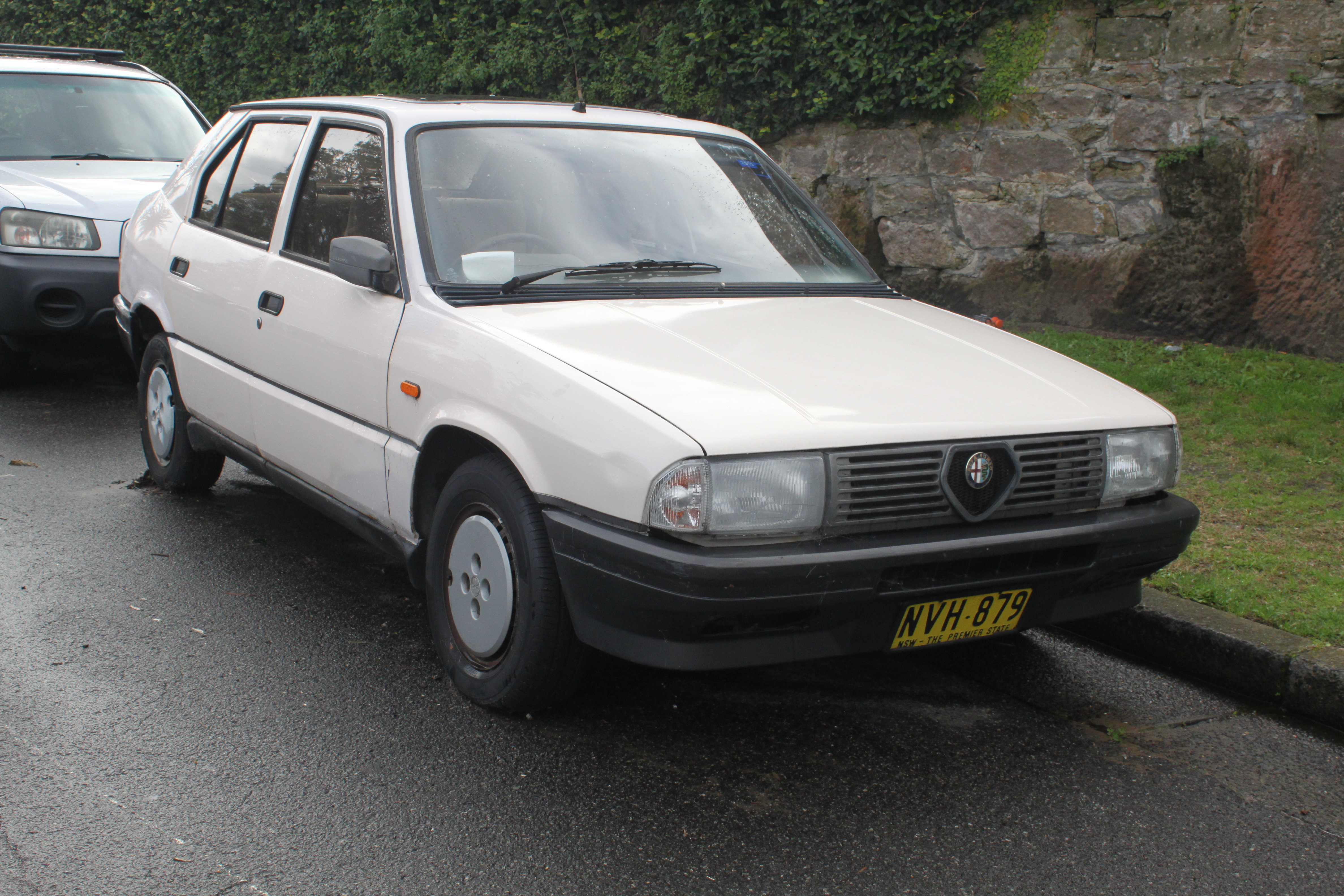
Alfa Romeo 33 (1983—1986)
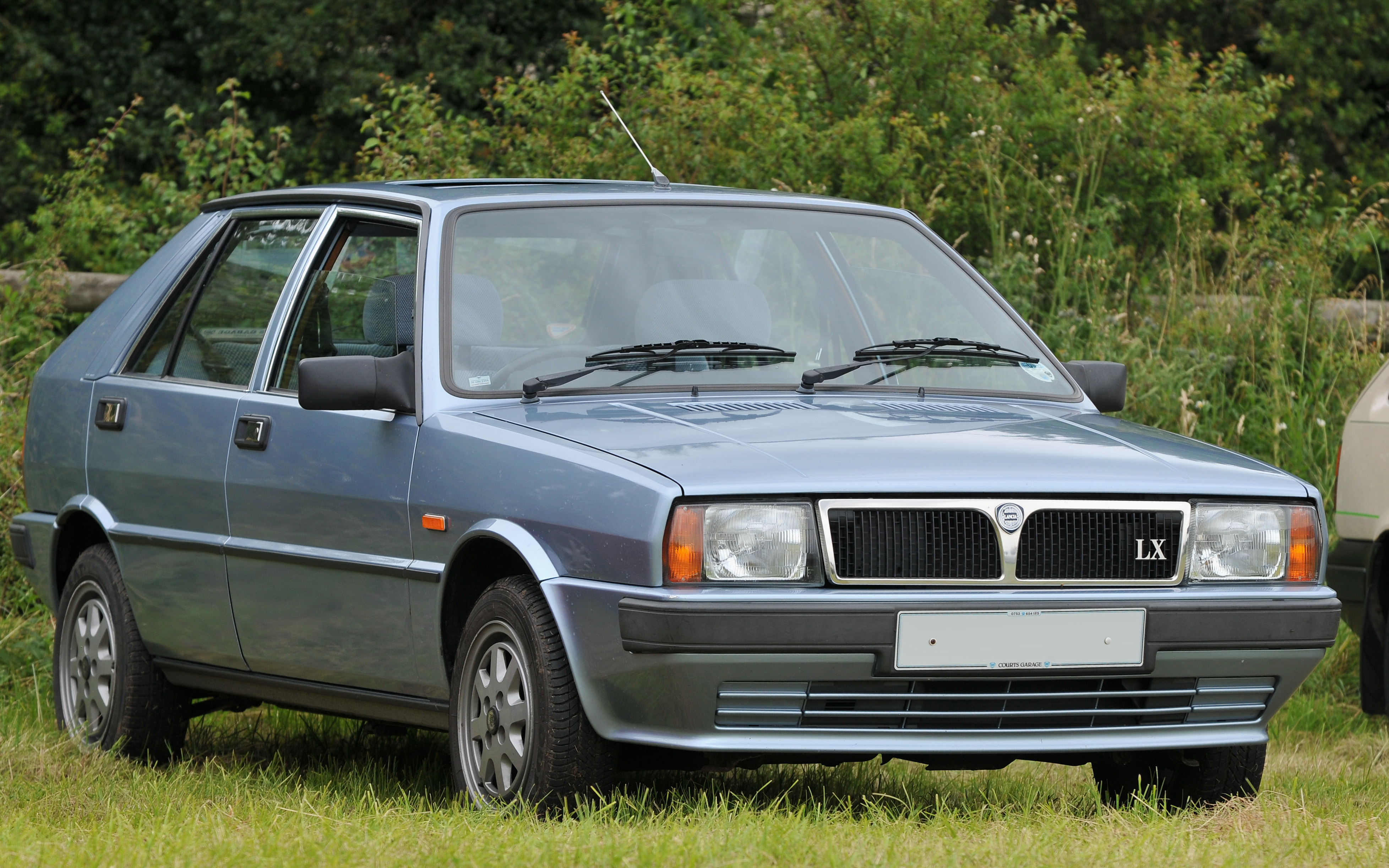
Lancia Delta (1979—1993)
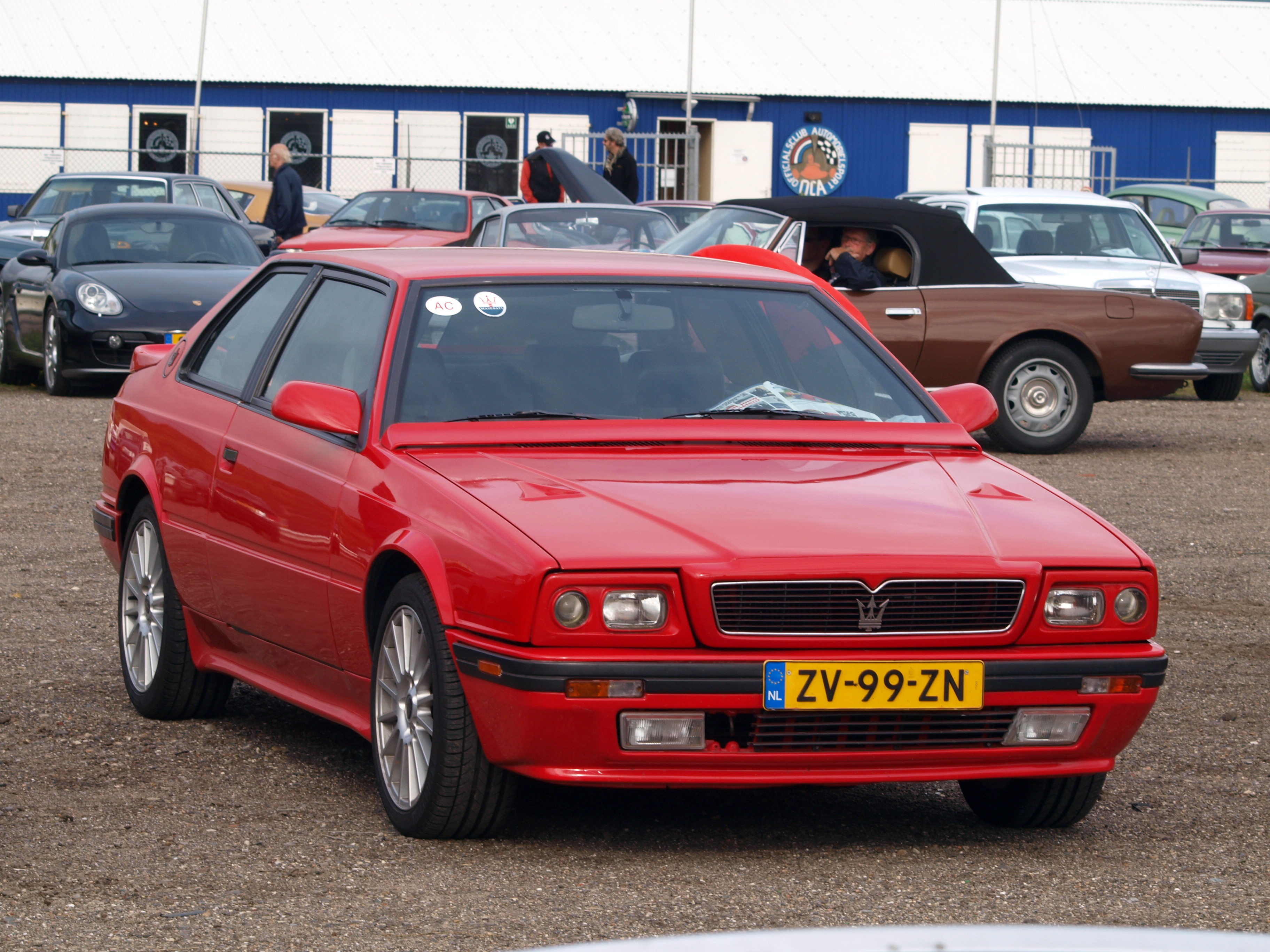
Maserati Biturbo 222 (1988—1990)
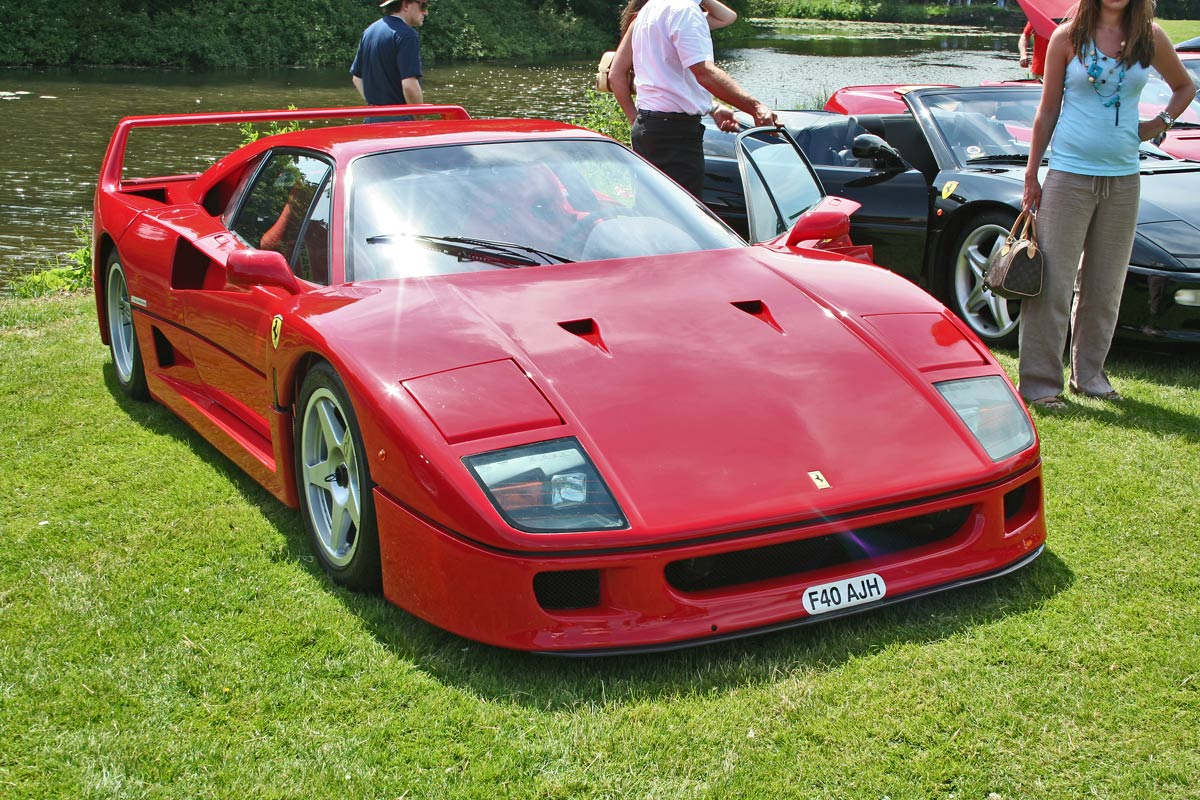
Ferrari F40 (1987—1996)
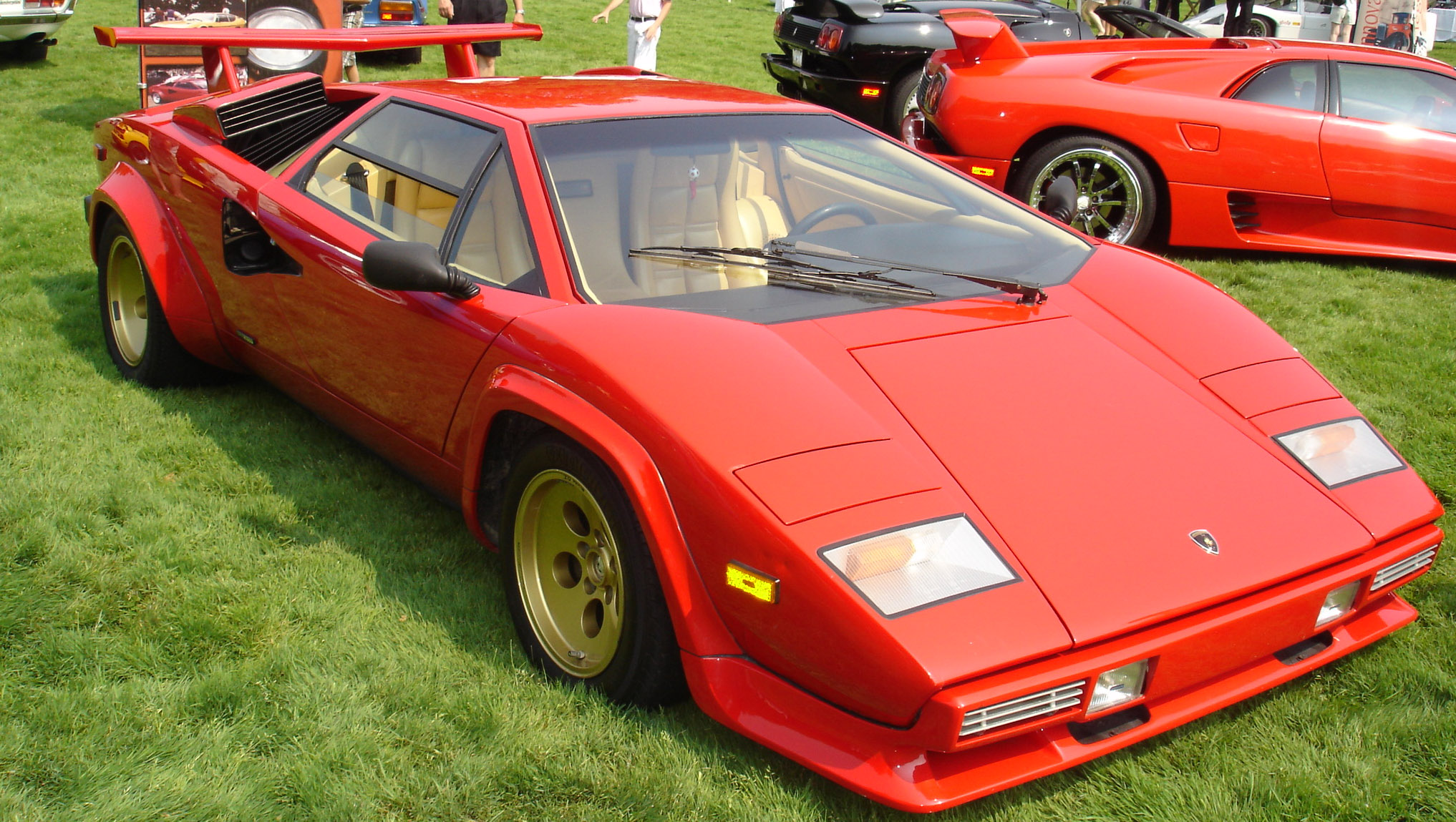
Lamborghini Countach LP400 (1982—1983)

### 1990-ті роки

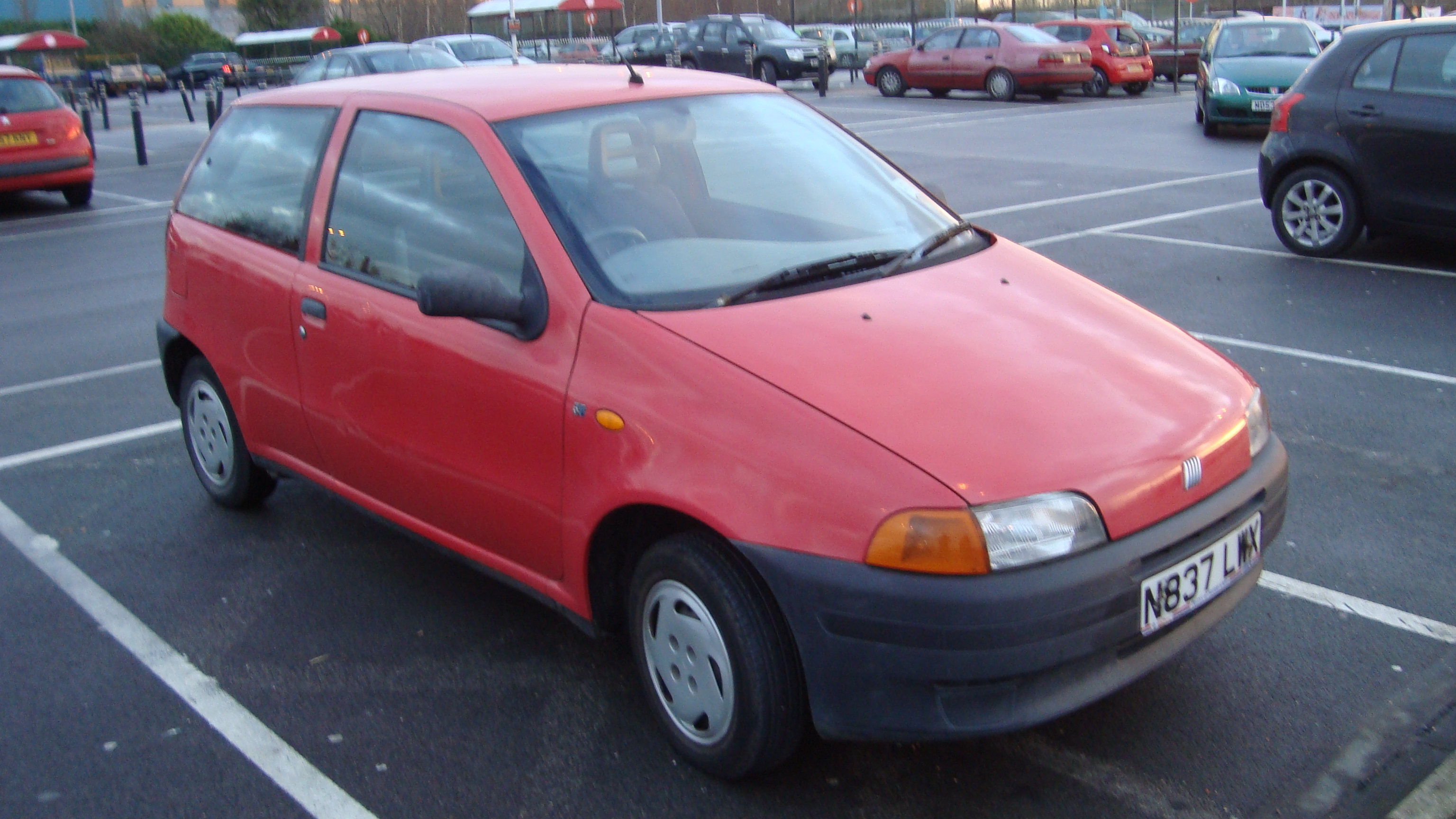
Fiat Punto I (1993–1999)

У 1990-ті роки італійський автопром знову став 3-м в Європі і 5-м в світі з річним обсягом приблизно 2 мільйони автомобілів (з максимальною кількістю у 2,220,774 в 1989 році).

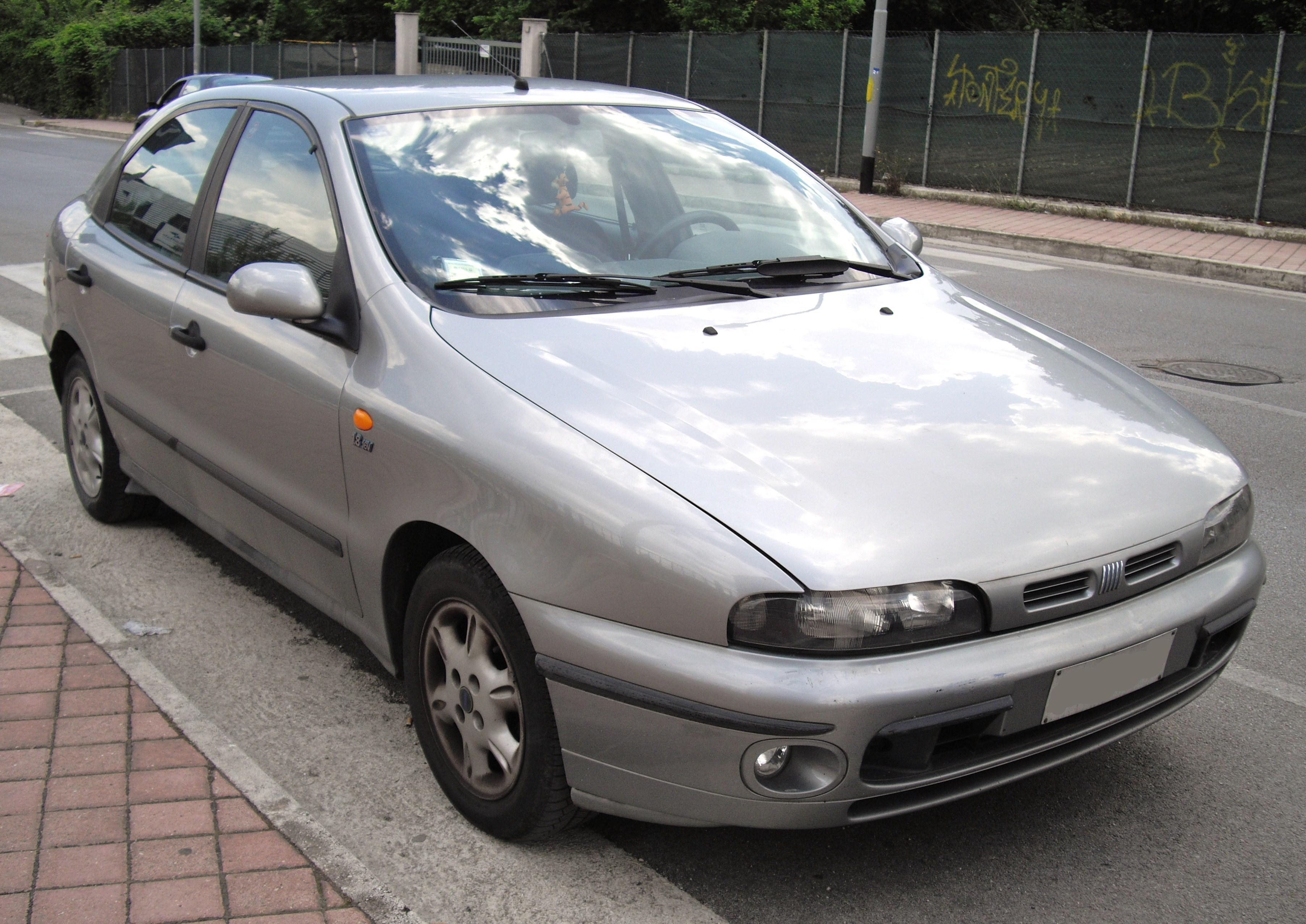
Fiat Brava (1995—2001)
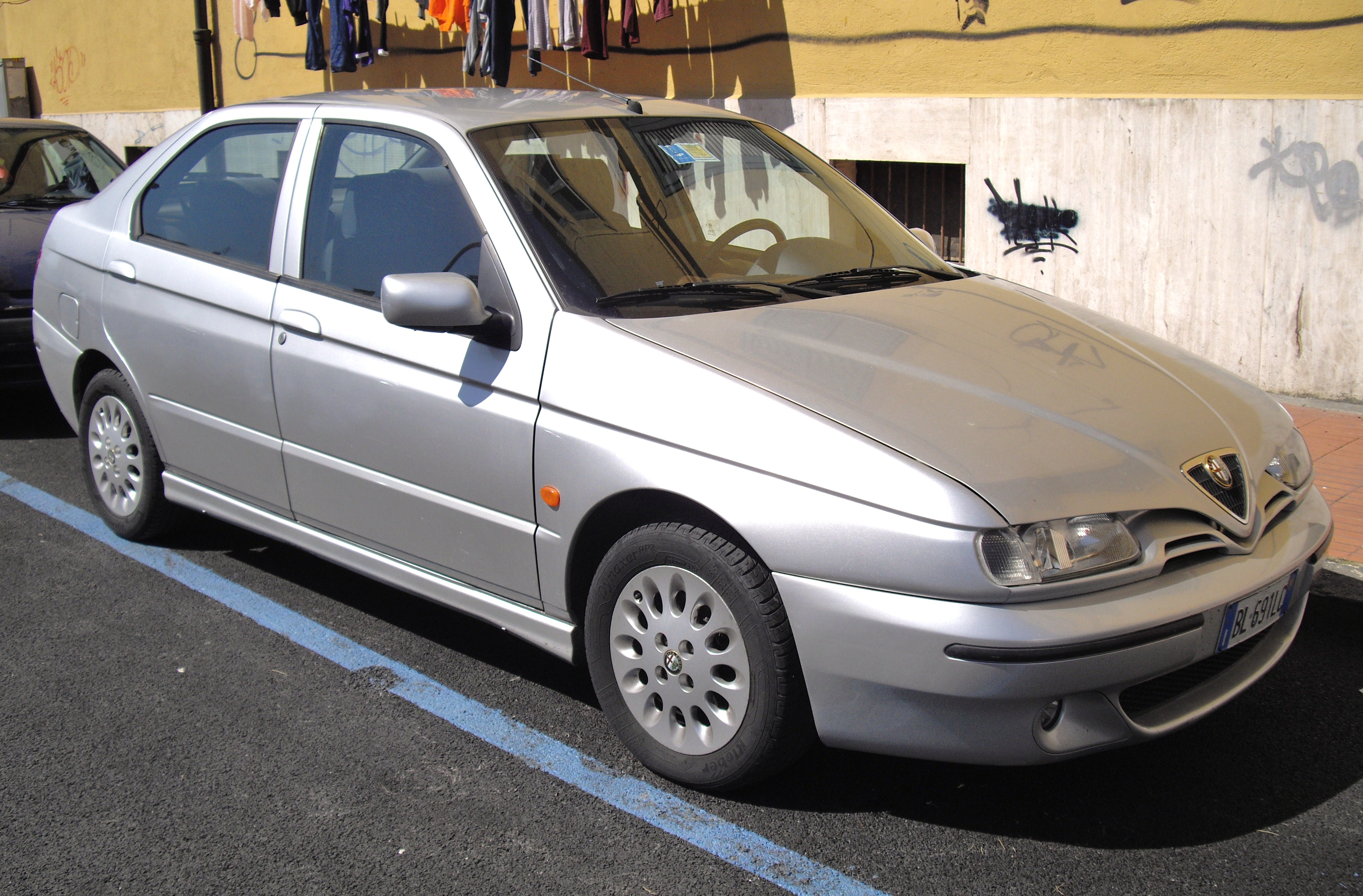
Alfa Romeo 146 (1995—2000)
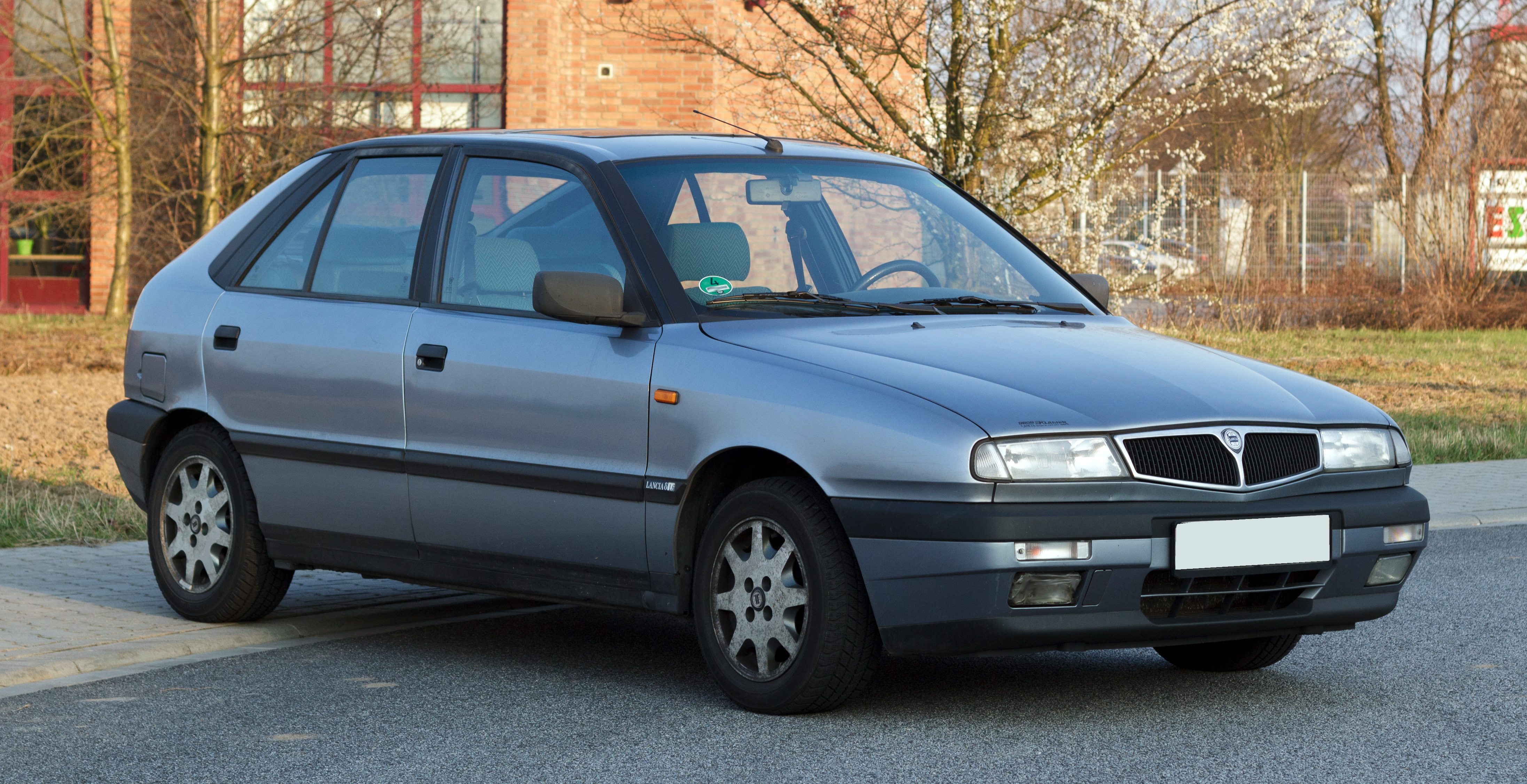
Lancia Delta II (1993—1999)
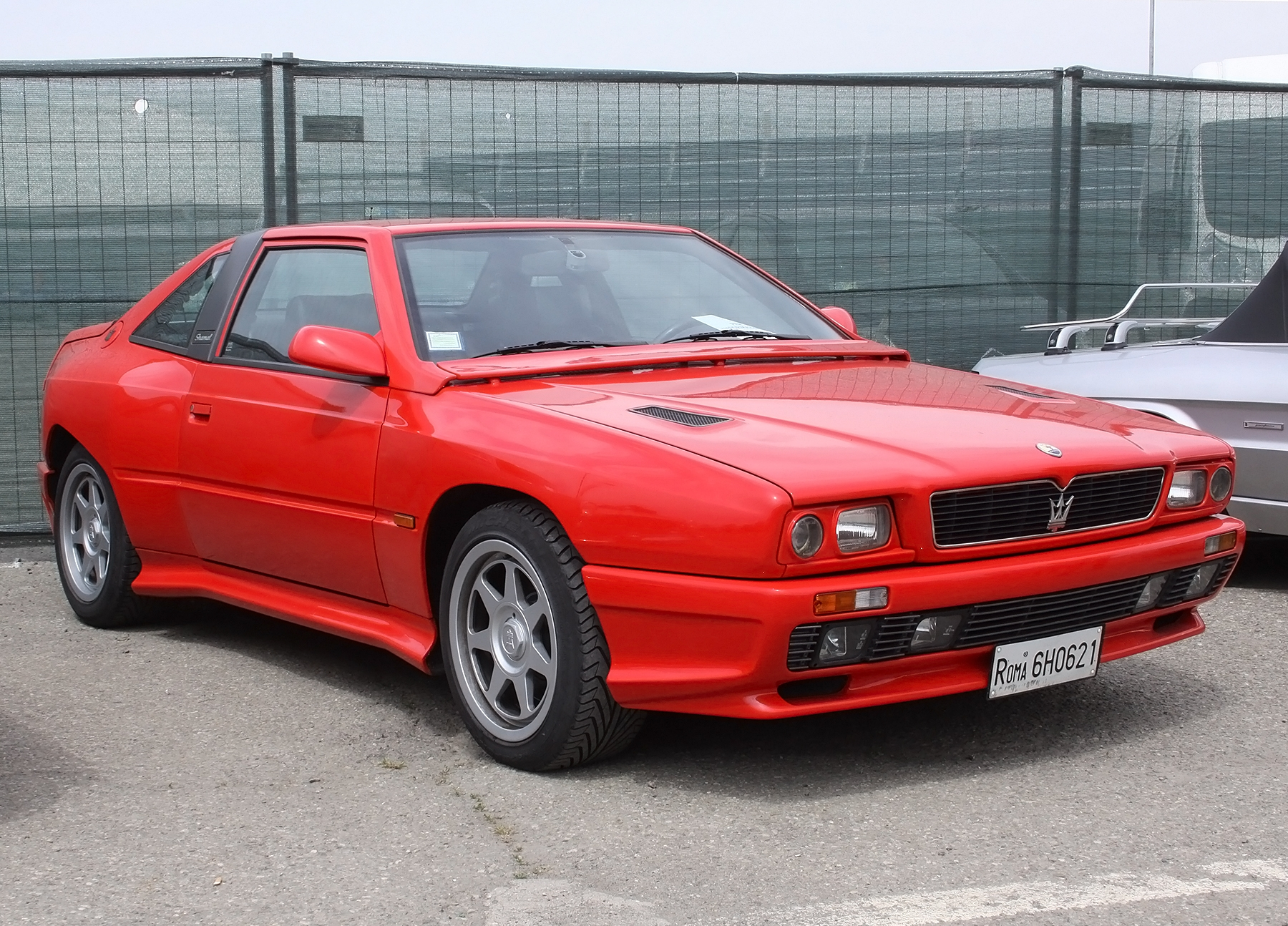
Maserati Shamal (1989—1996)
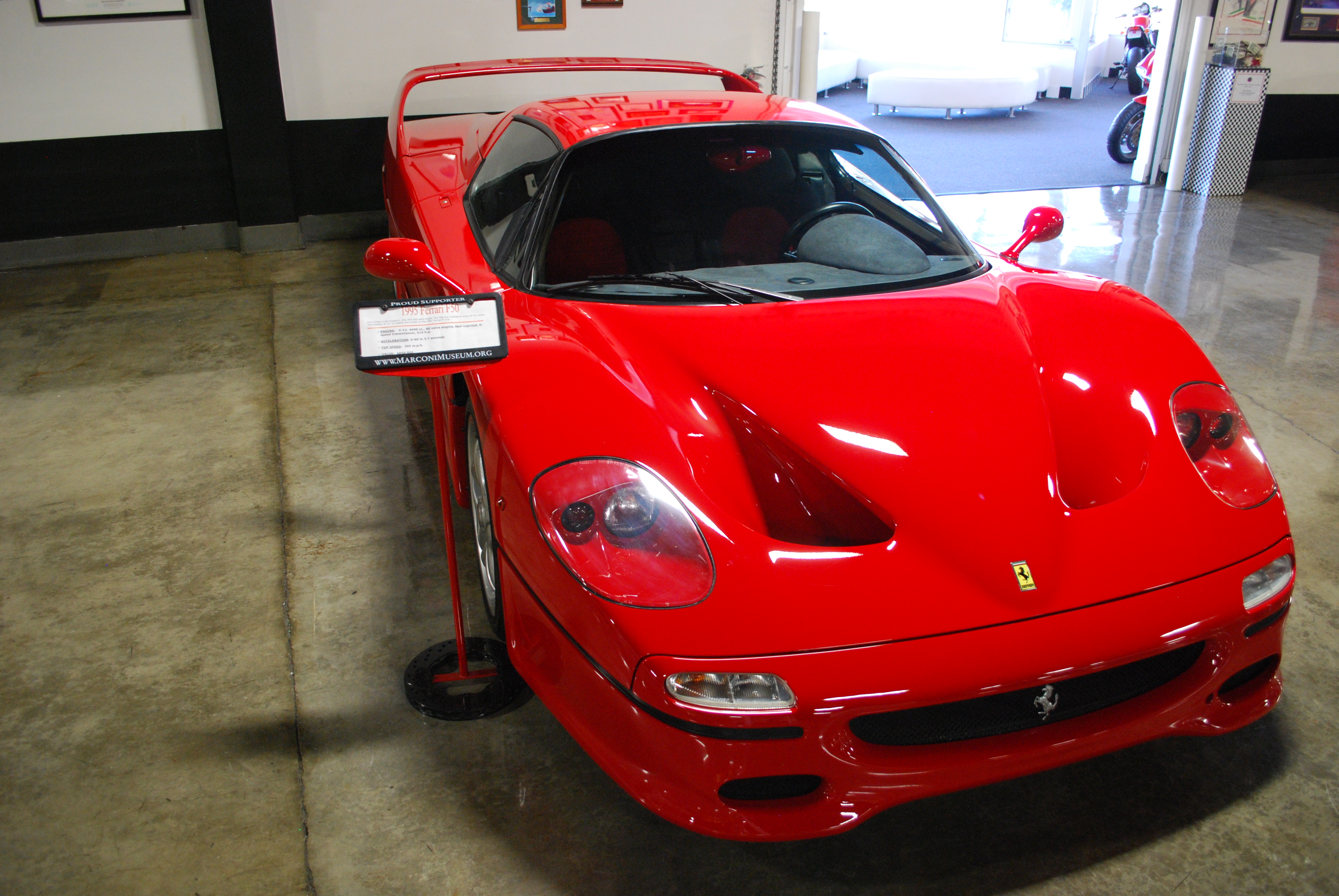
Ferrari F50 (1995—1997)
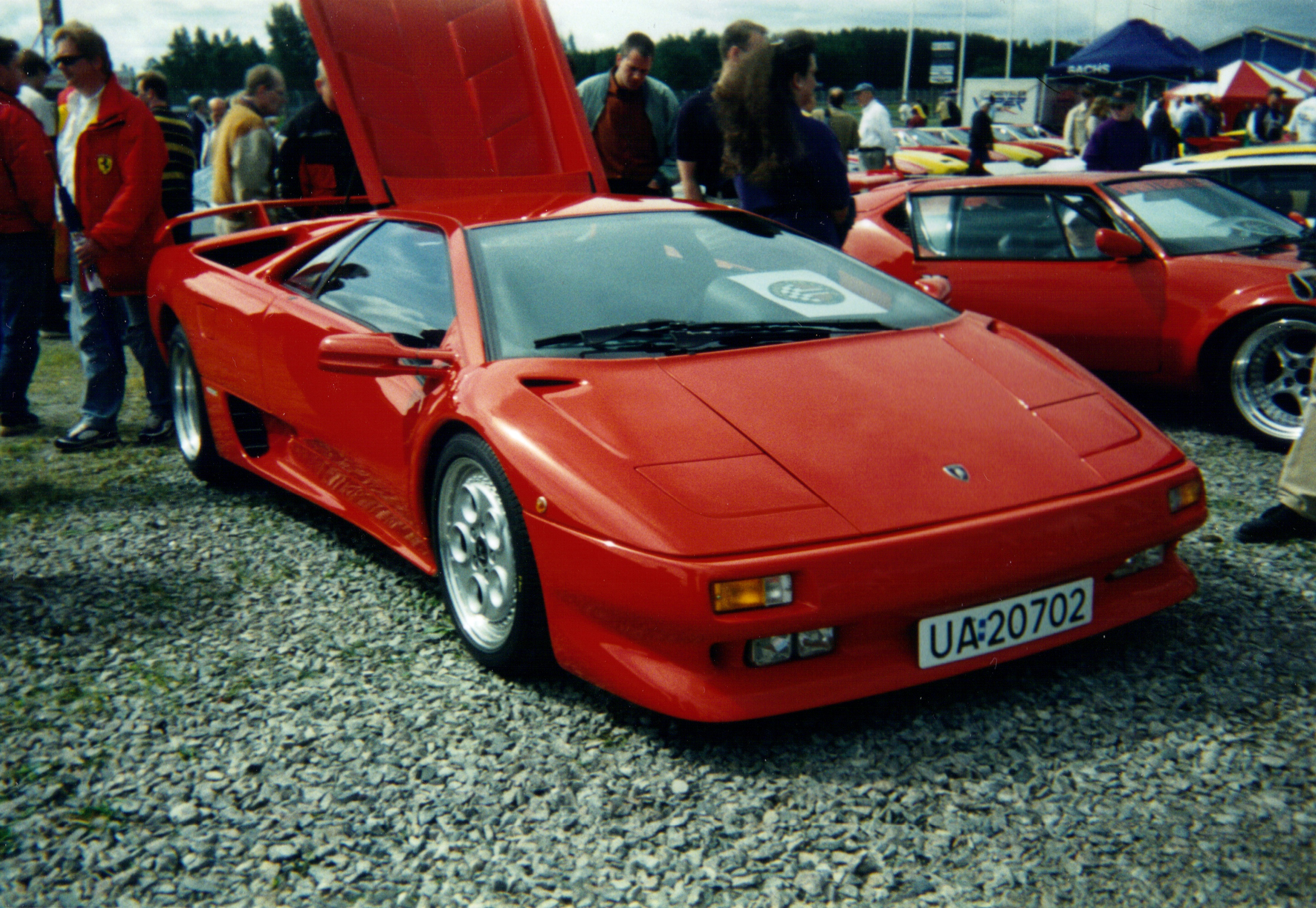
Lamborghini Diablo (1990—2001)

### 2000-ні та 2010-ті роки

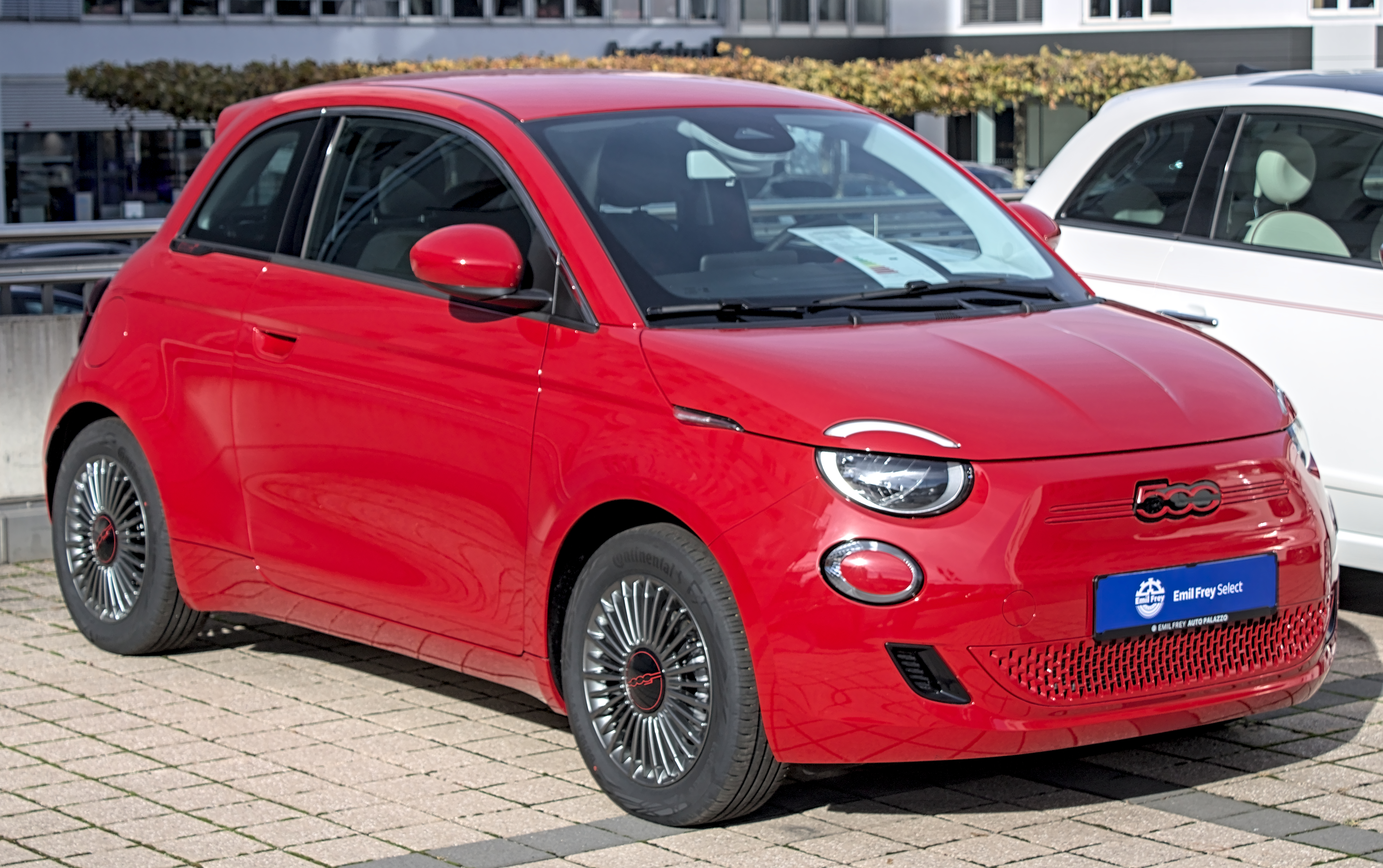
Fiat 500e (2020–...)

Італія сьогодні залишається одним із значущих гравців в області автомобільного дизайну і технологій, а Fiat має великі інвестиції за межами Італії, зокрема володіє 100% акцій в американського автовиробника Chrysler станом на січень 2014 року.

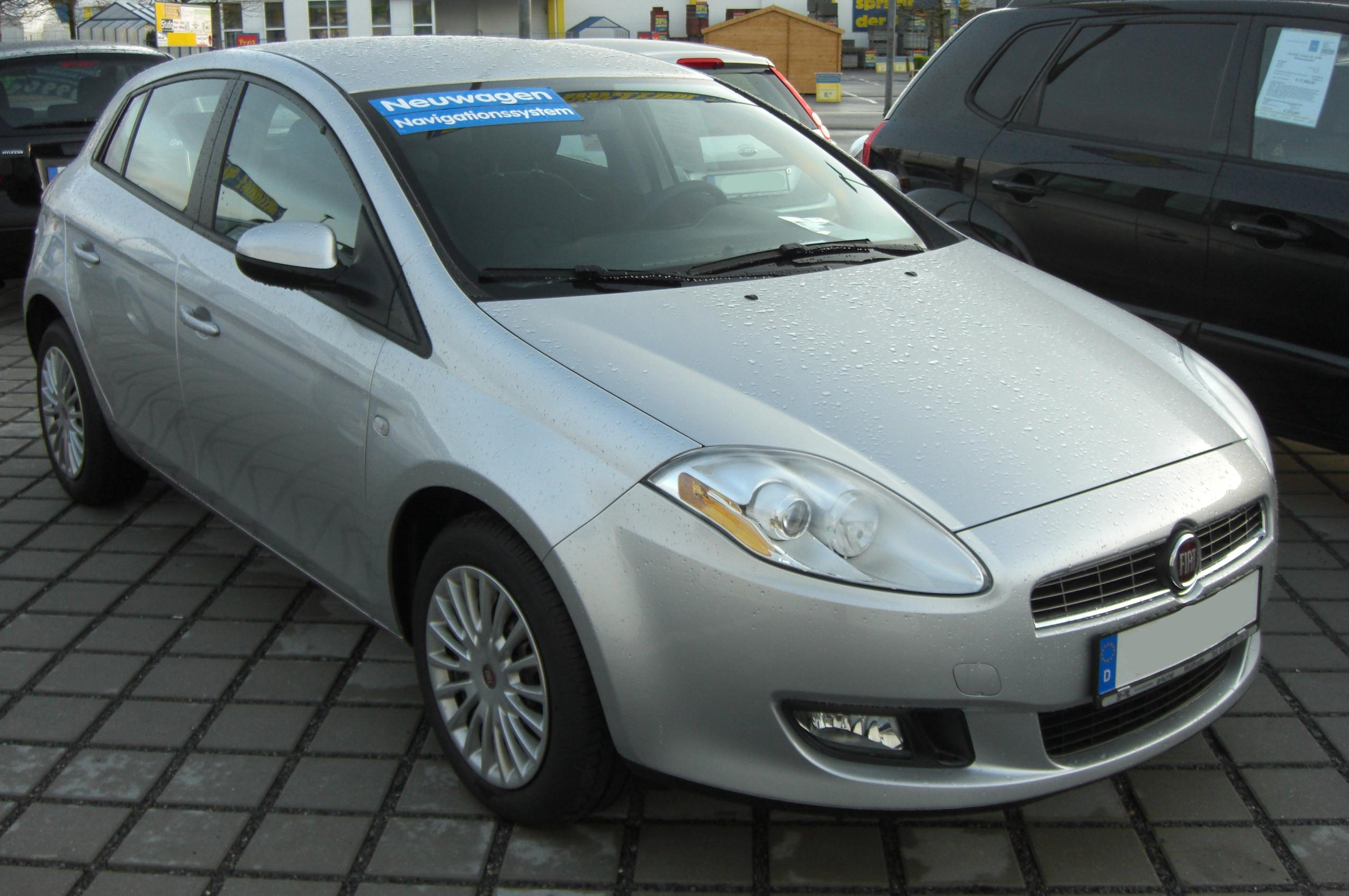
Fiat Bravo (2007—2014)
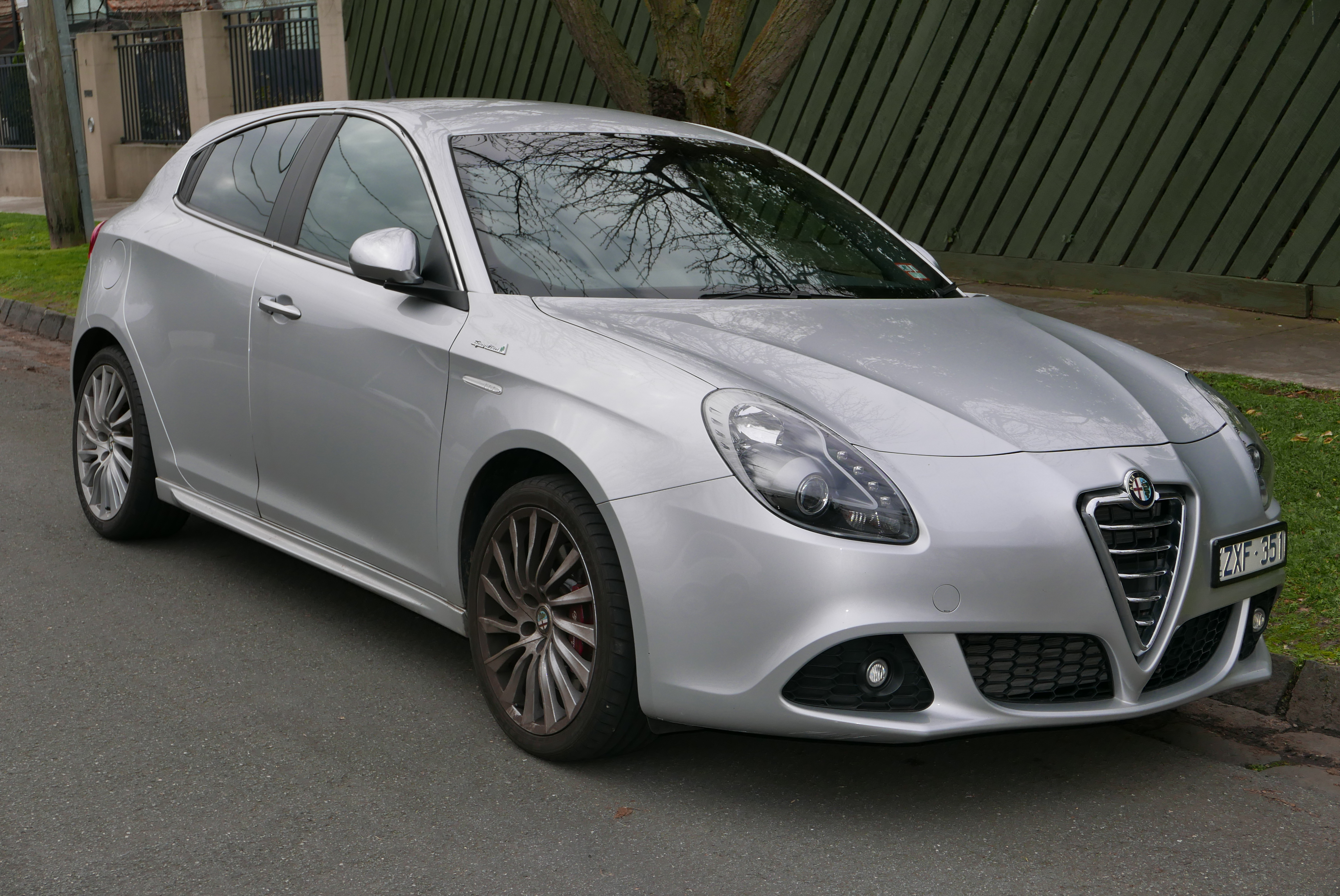
Alfa Romeo Giulietta (2010—2020)
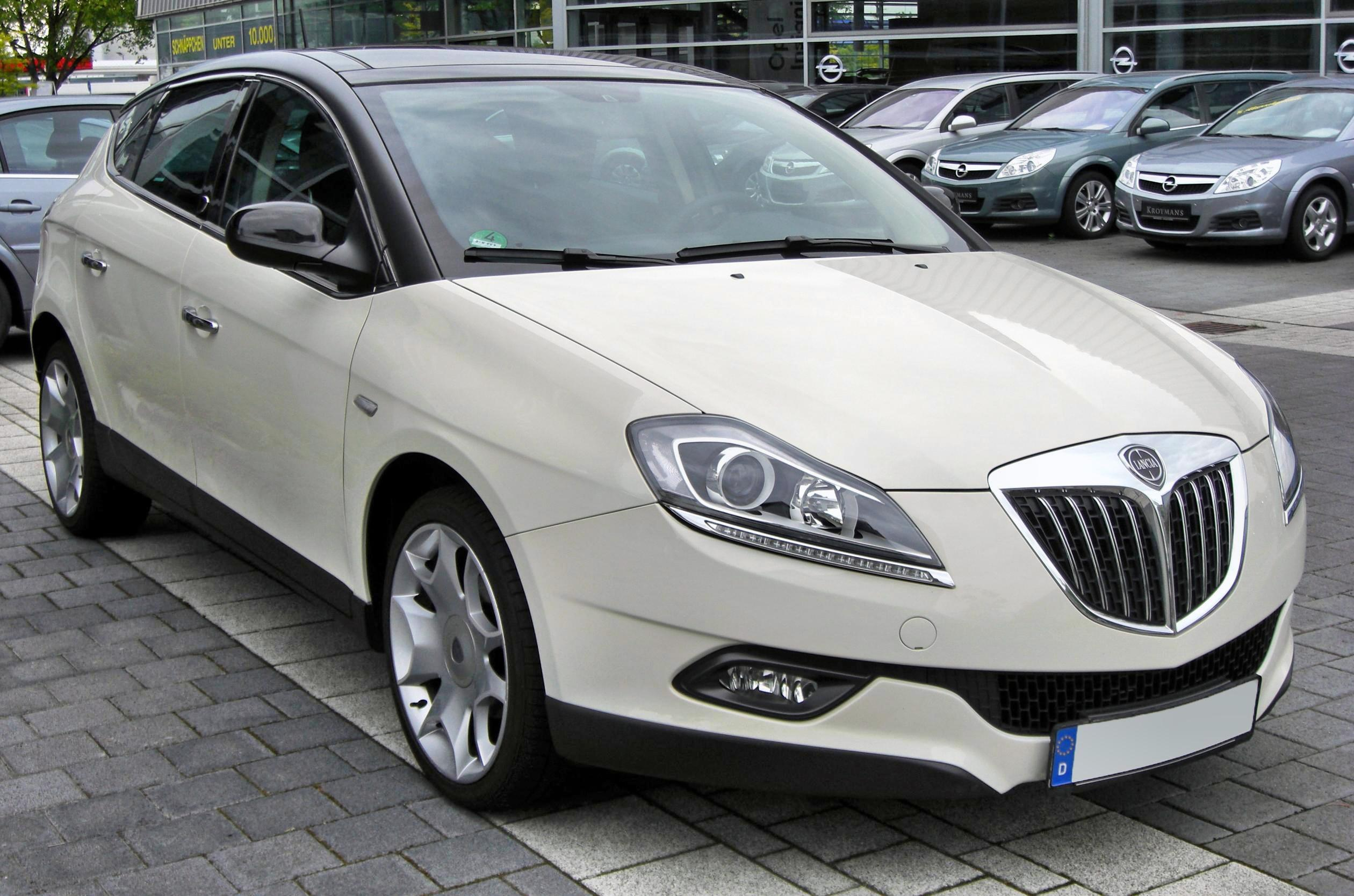
Lancia Delta III (2008—2014)
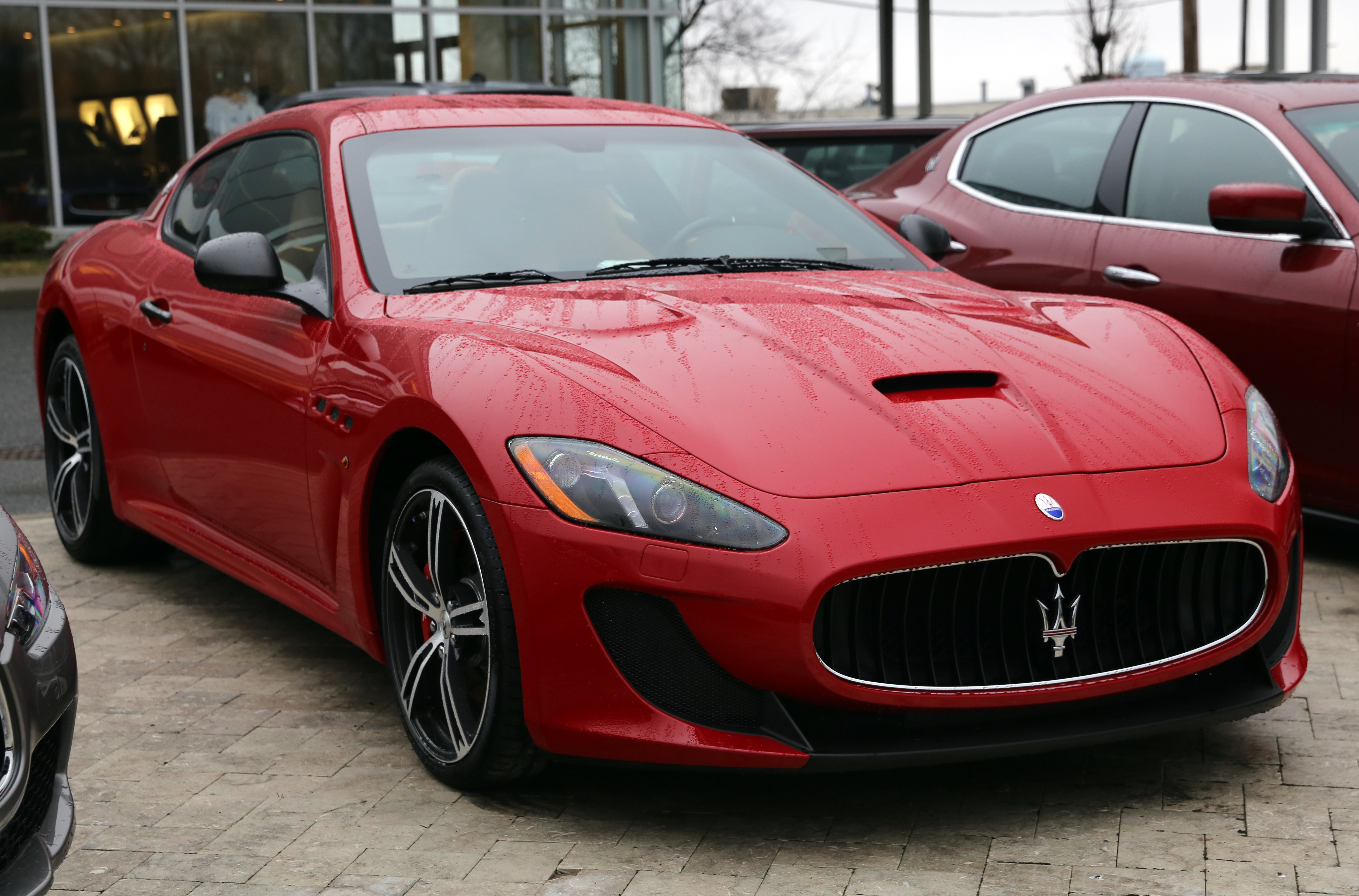
Maserati GranTurismo (2007—2019)
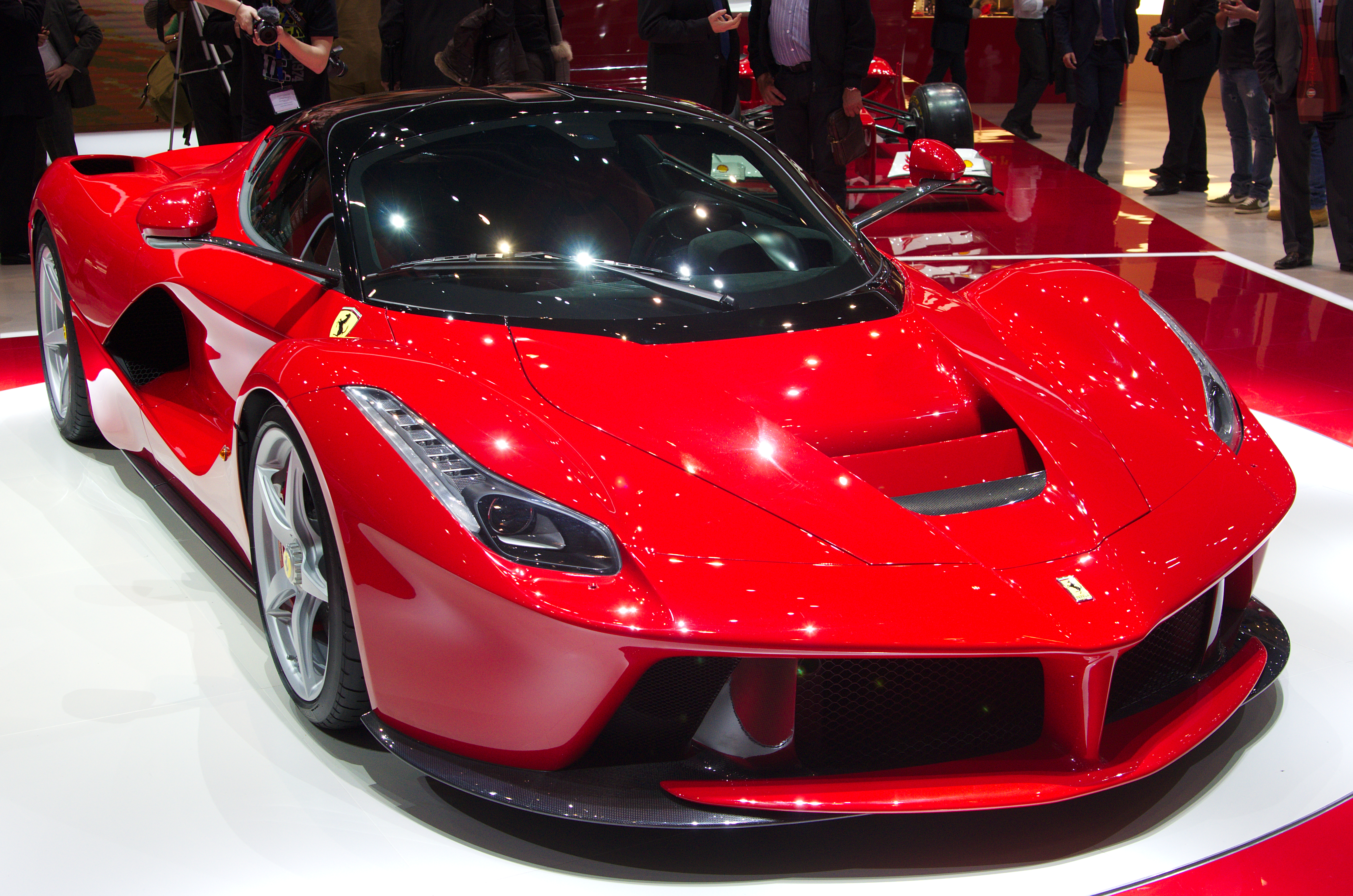
Ferrari LaFerrari (2013—2015)
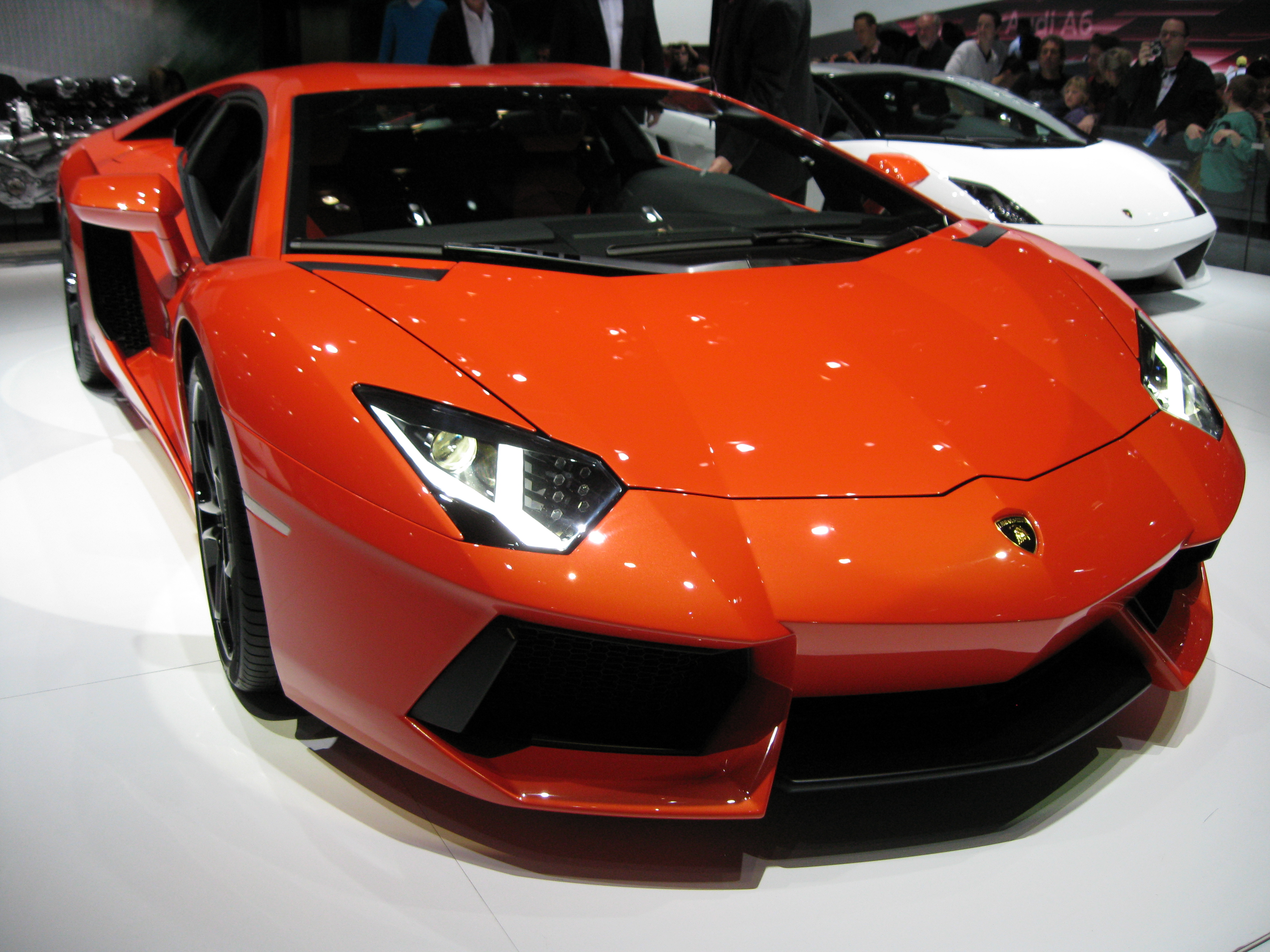
Lamborghini Aventador (2011—...)

## Європейський автомобіль року

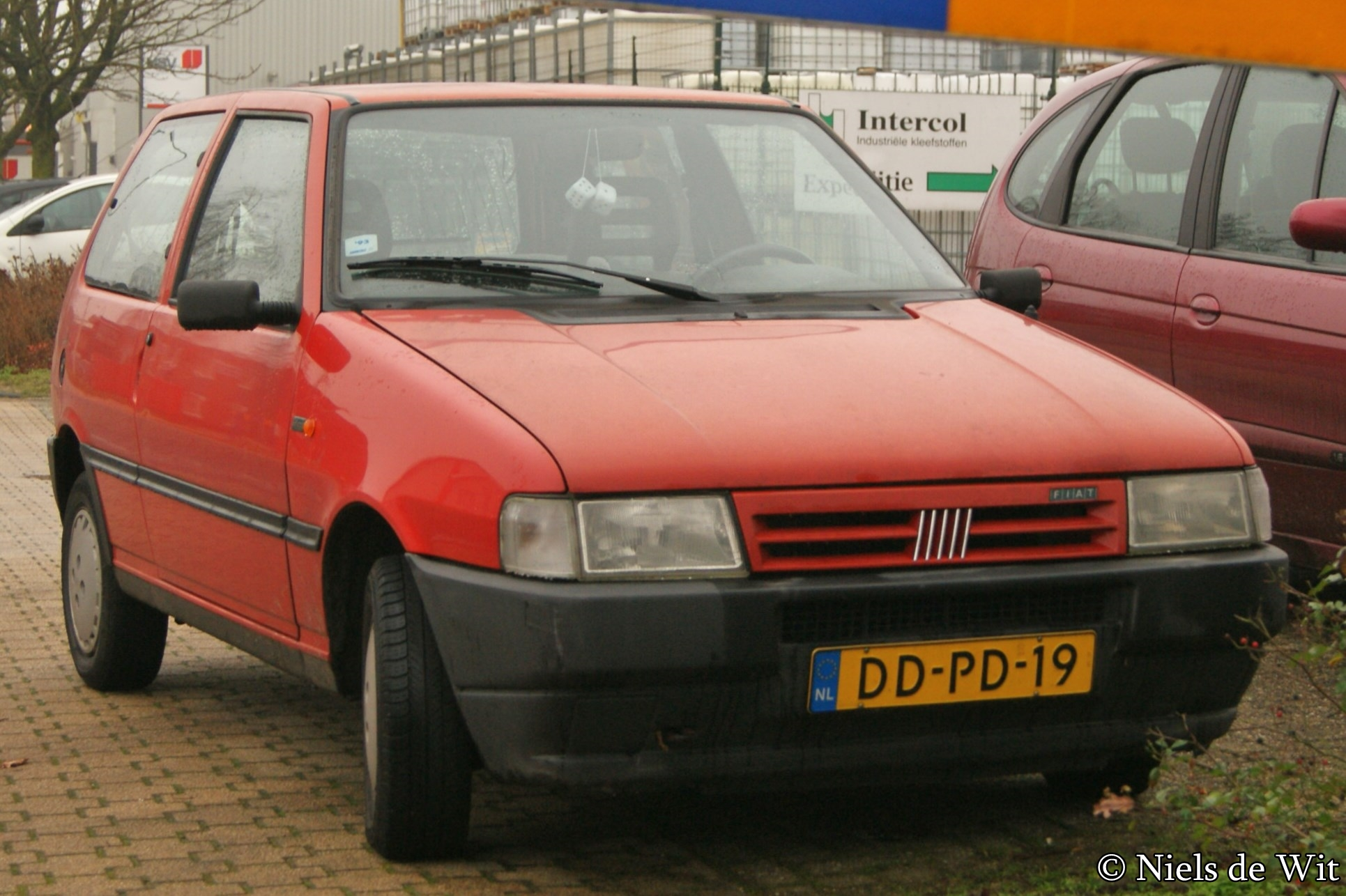
Fiat Uno, Європейський автомобіль 1984 року. Виробництво Uno в Італії припинилося в 1995 році, коли на італійських заводах Fiat було виготовлено 6,032,911 автомобілів.

Європейські автомобілі року італійського виробництва:
- Fiat 124 в 1966 році
- Fiat 128 в 1970 році
- Fiat 127 в 1972 році
- Lancia Delta в 1980 році
- Fiat Uno в 1984 році
- Fiat Tipo в 1989 році
- Fiat Punto в 1995 році
- Fiat Bravo/Brava в 1996 році
- Alfa Romeo 156 в 1998 році
- Alfa Romeo 147 в 2001 році
- Fiat Panda в 2004 році
- Fiat 500 в 2008 році

## Виробники

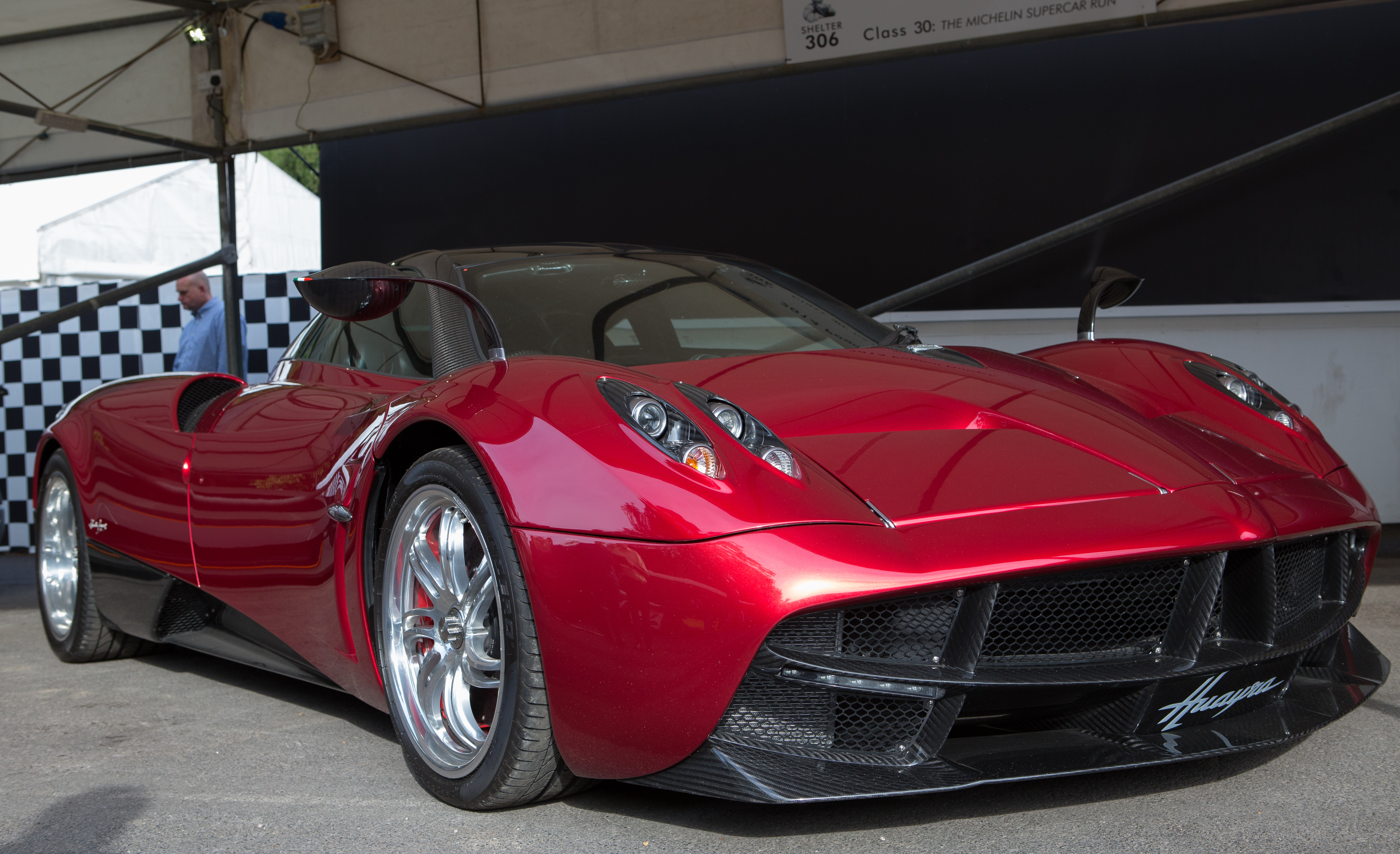
Pagani Huayra (2012–2020)

### Активні
- FCA Italy
  - Abarth
  - Alfa Romeo
  - Fiat
  - Fiat Professional
  - Lancia
- B. Engineering
- Bremach
- DR Motor
- Ferrari
- Fornasari
- Grecav
- Iveco
  - Astra
  - Iveco Bus
- Lamborghini
- Maserati
- Pagani

### Збанкрутілі
- Aquila
- Amilcar Italiana
- Ansaldi
- ATS
- Autobianchi
- Bandini
- Bertone
- Bianchi
- Bizzarrini
- Brixia-Zust
- Ceirano
- Ceirano GB & C
- Fratelli Ceirano & C.
- Ceirano Junior & C.

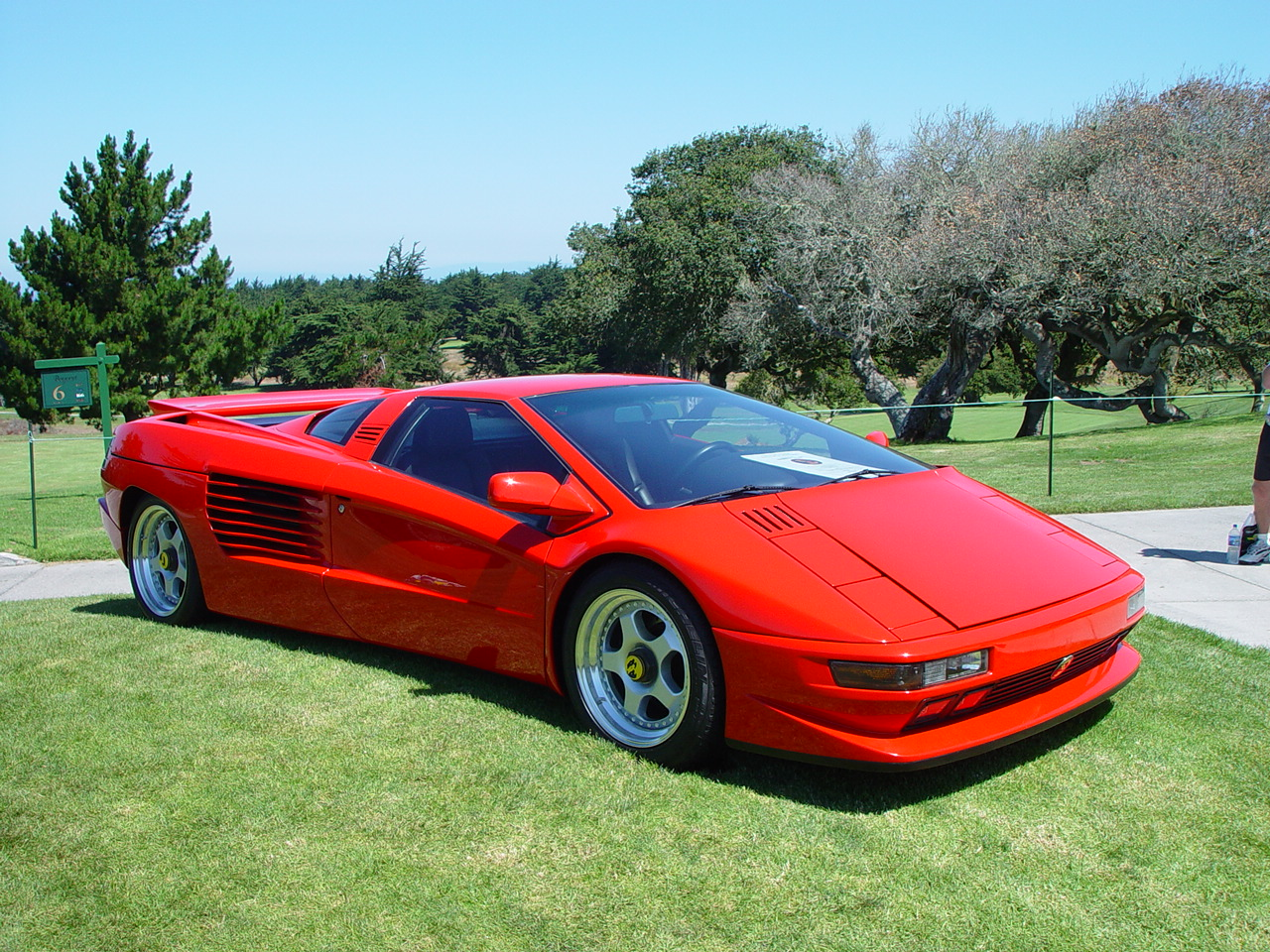
Cizeta-Moroder V16T (1991–1995, 2006–...)

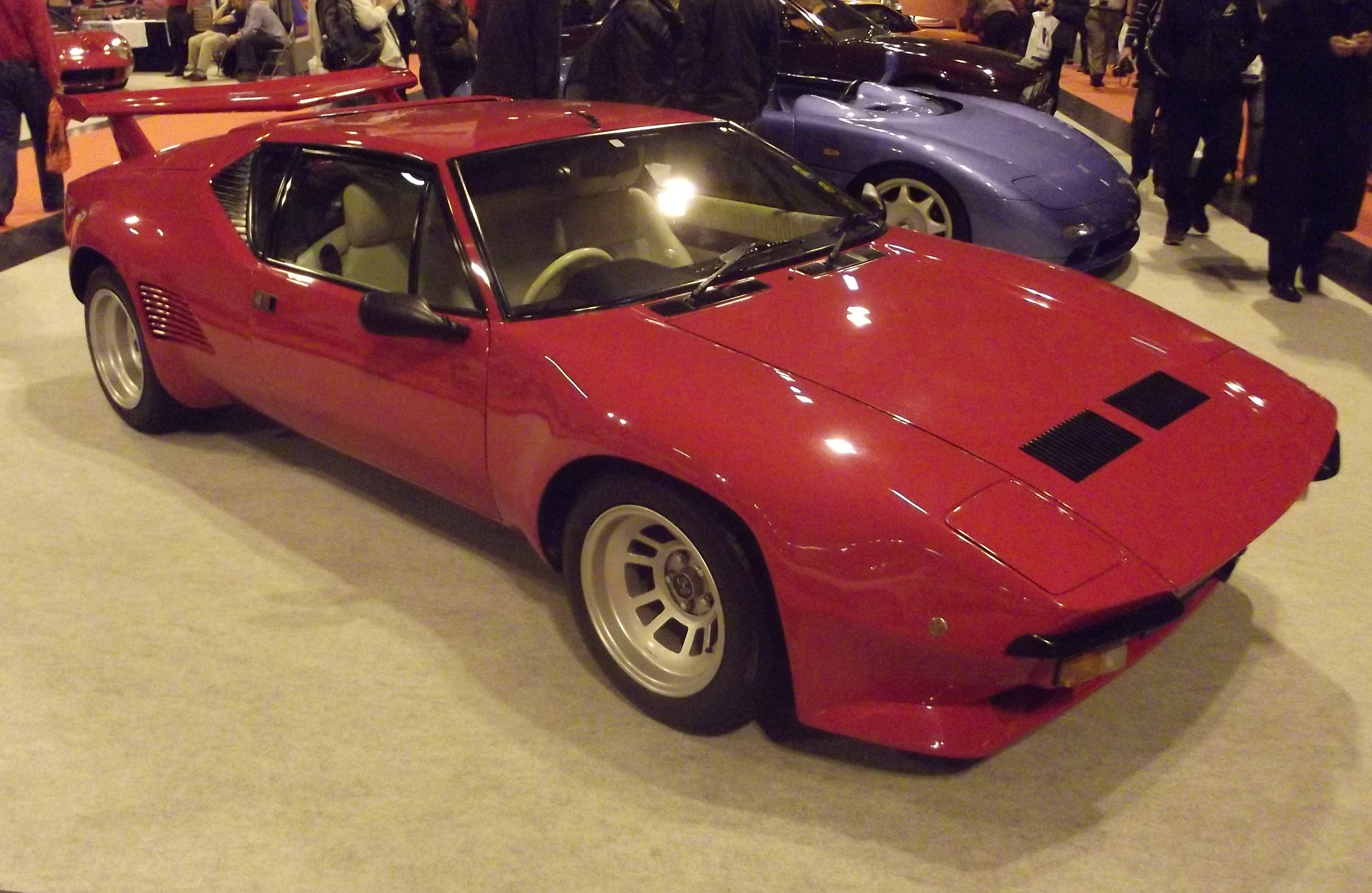
De Tomaso Pantera (1971–1992)

- Ceirano Fabbrica Automobili / Giovanni Ceirano Fabbrica Automobili
- Chiribiri
- Cisitalia
- Cizeta
- Colli
- De Tomaso
- De Vecchi & CMN
- Diatto
- Ghia
- IENA
- Innocenti
- Intermeccanica
- Isotta-Fraschini
- Itala
- Moretti
- OM
- Osca
- Qvale
- Società Torinese Automobili Rapid (S.T.A.R.) / Rapid
- Serenissima
- Siata
- Stanguellini
- Storero
- Zust

## Кузовні ательє

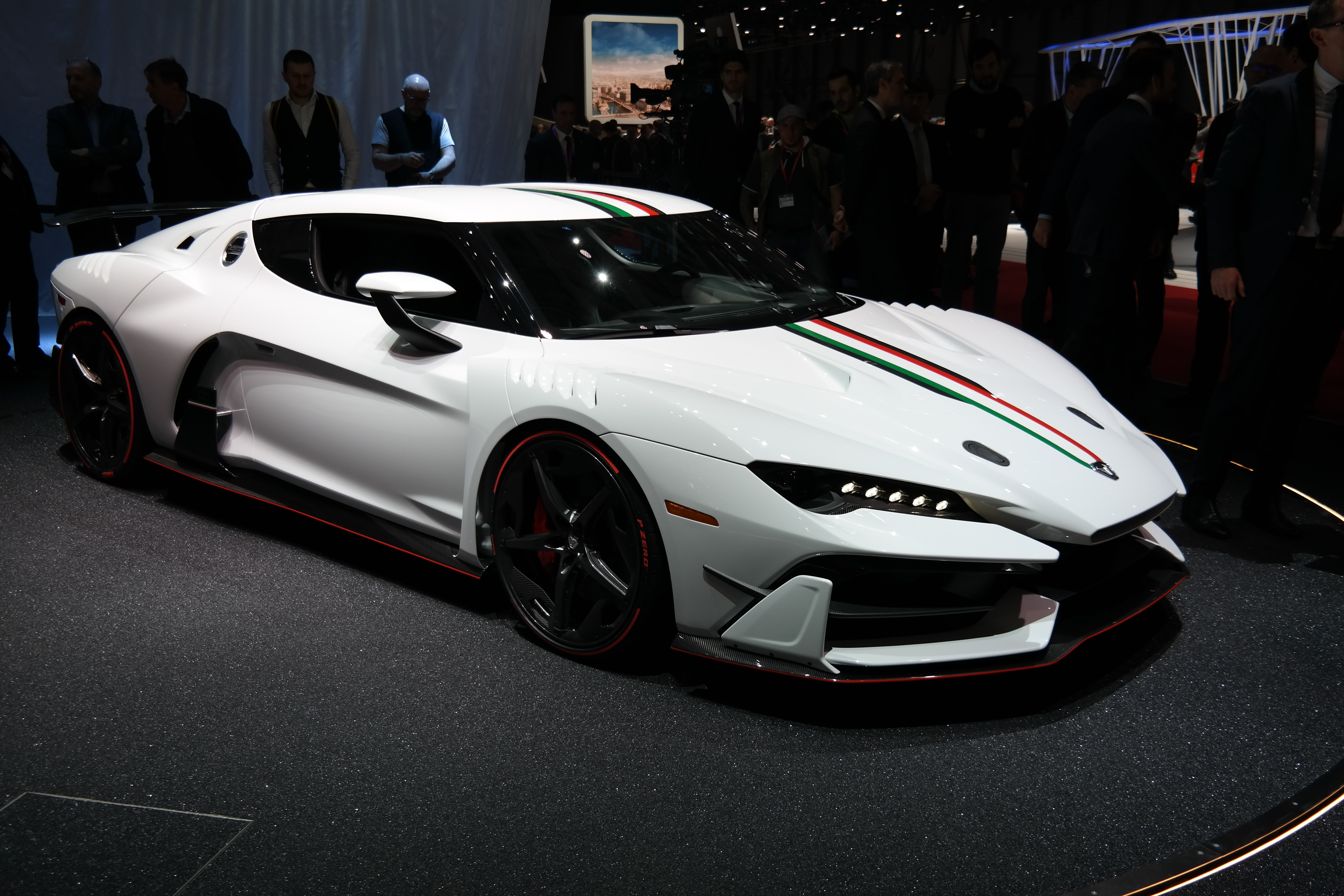
Italdesign Zerouno (2017–...)

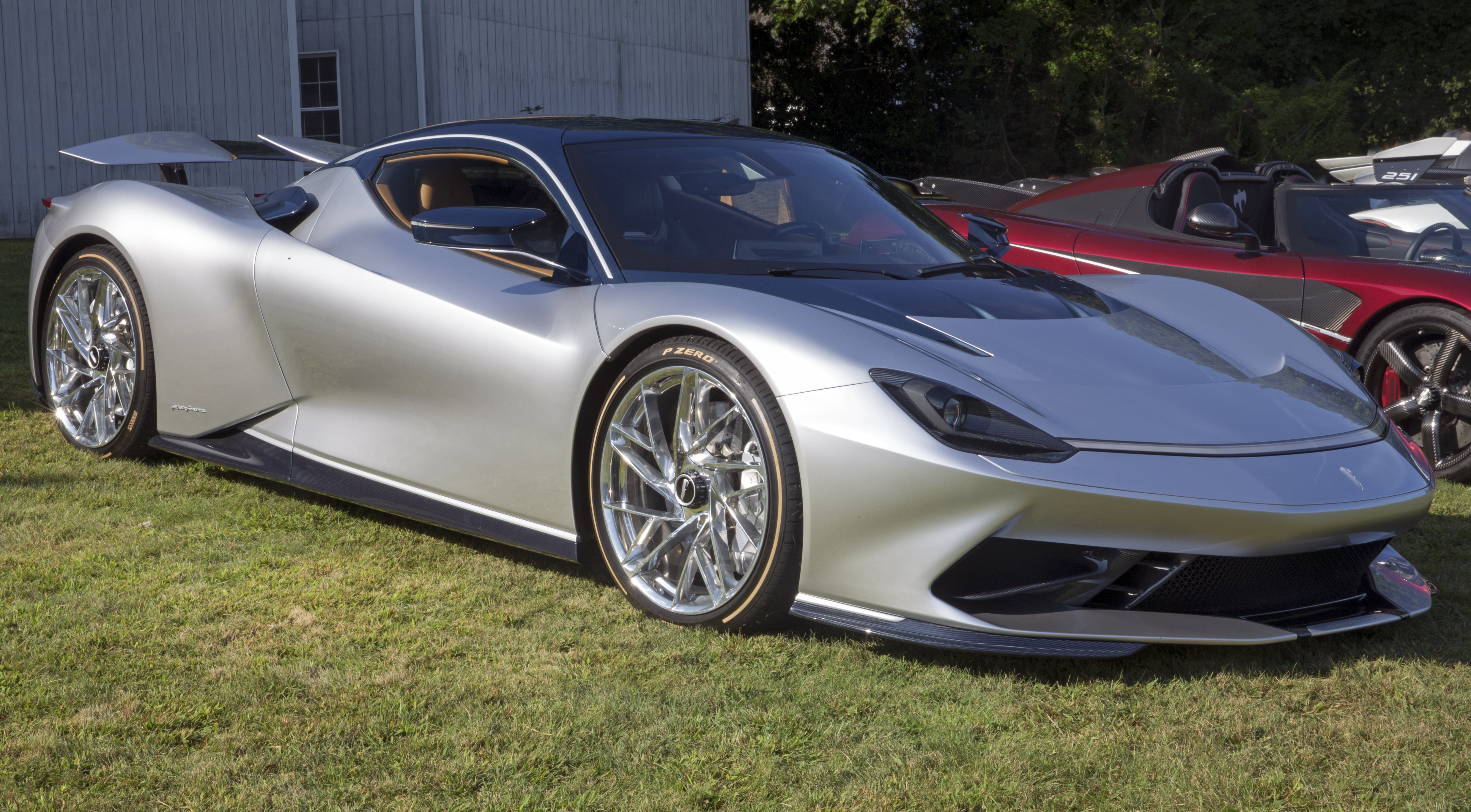
Pininfarina Battista (2020–...)

- B Engineering
- Carrozzeria Barbi
- Carrozzeria Boneschi
- Carrozzeria Castagna
- Carrozzeria Ghia
- Carrozzeria Touring Superleggera
- Fioravanti
- Giannini Automobili
- Gruppo Bertone
- I.DE.A Institute
- Italdesign Giugiaro
- Carrozzeria Maggiora
- Pininfarina
- Studiotorino
- Zagato

## Обсяг виробництва за роками

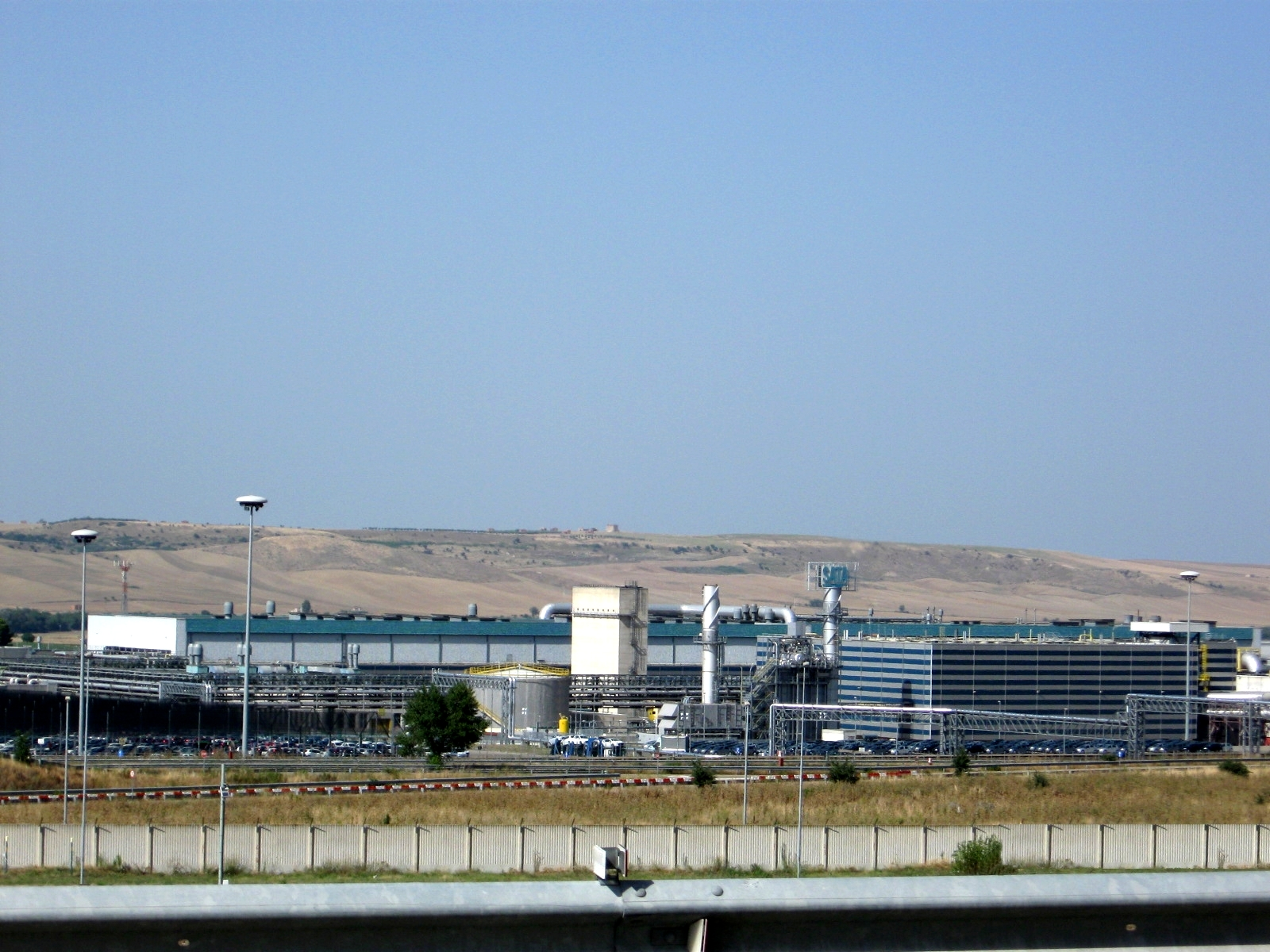
Завод Fiat у Мельфі

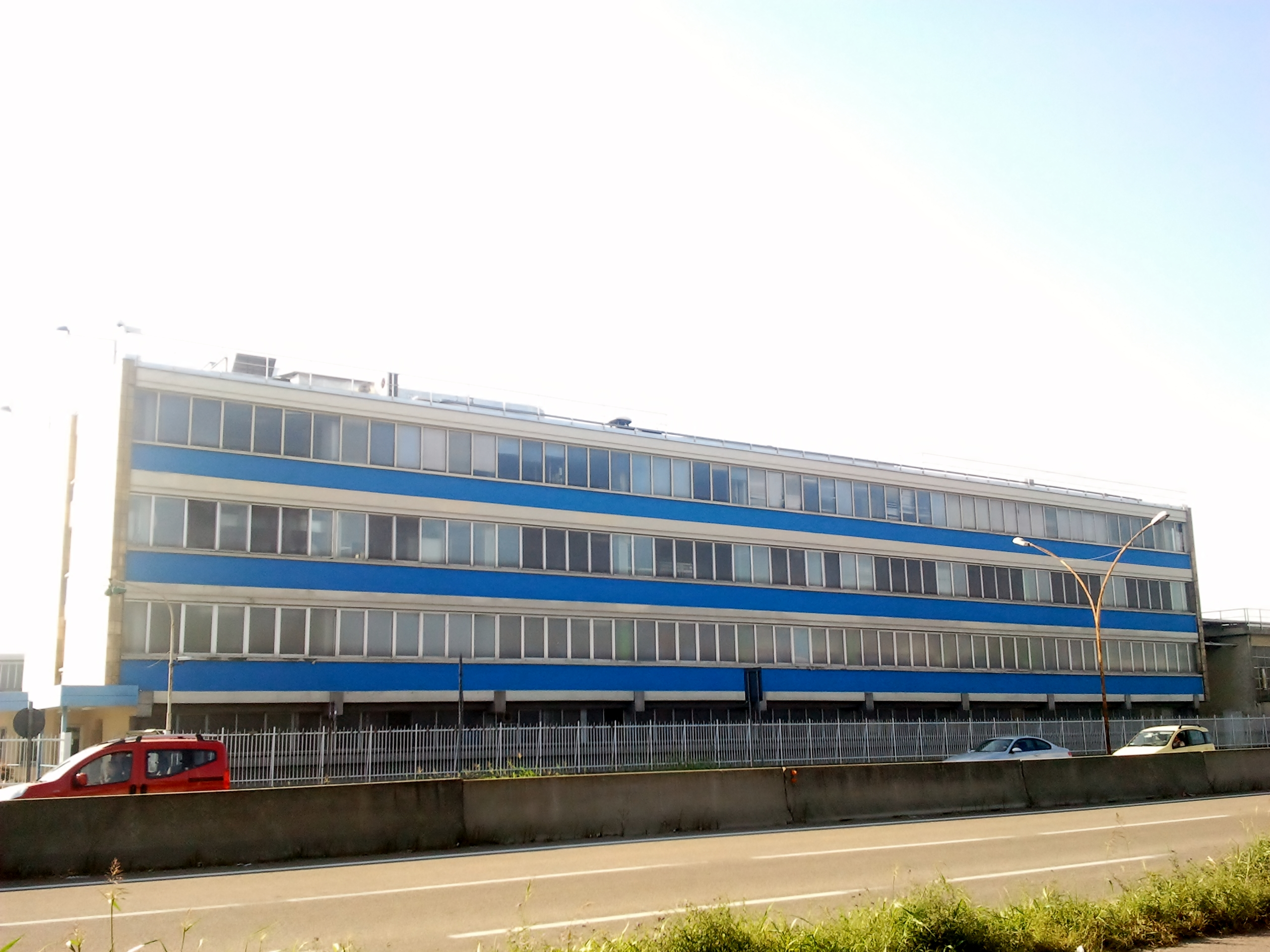
Завод Maserti у Грульяско

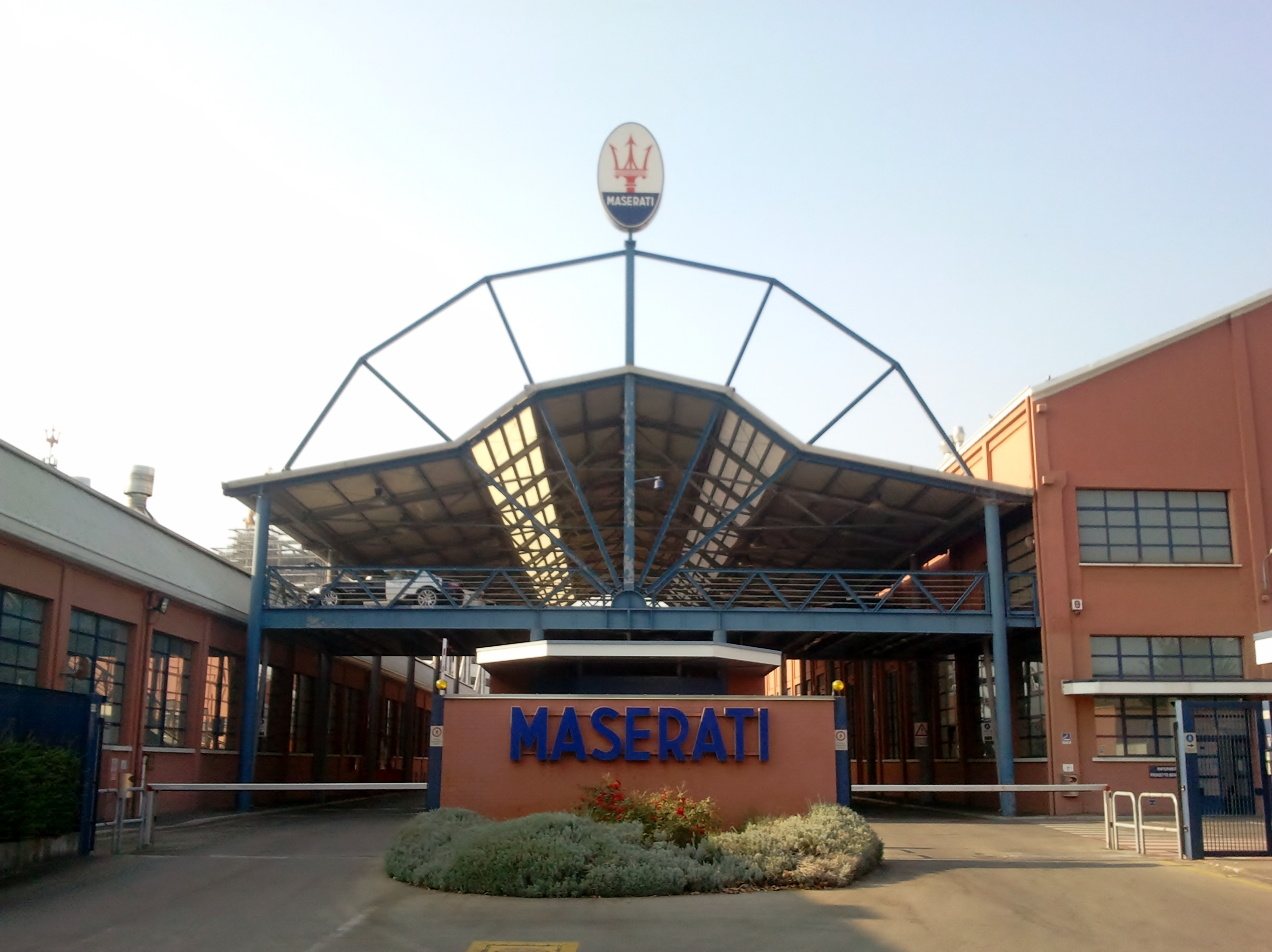
Завод Maserti у Модені

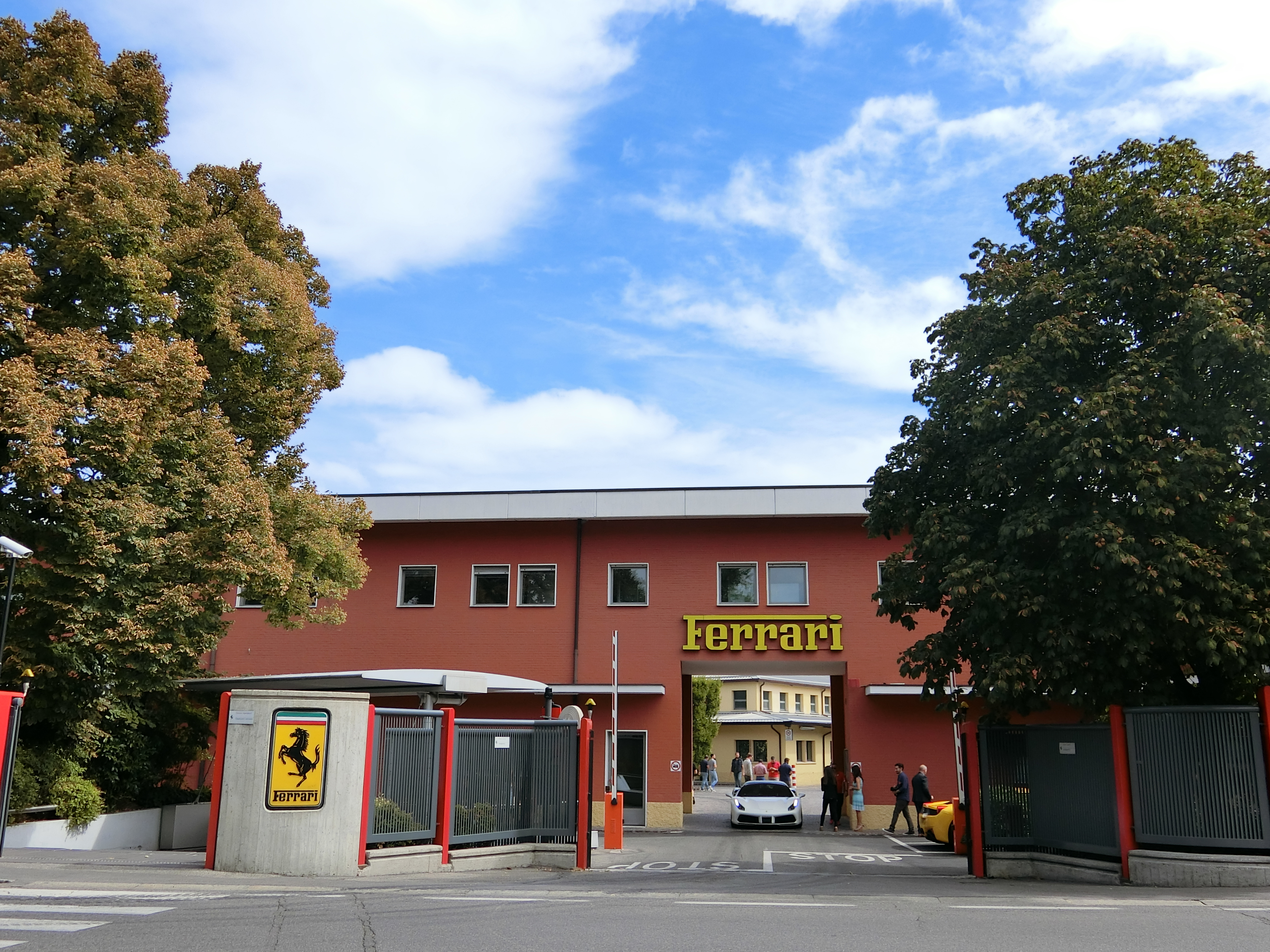
Завод Ferrari у Маранелло

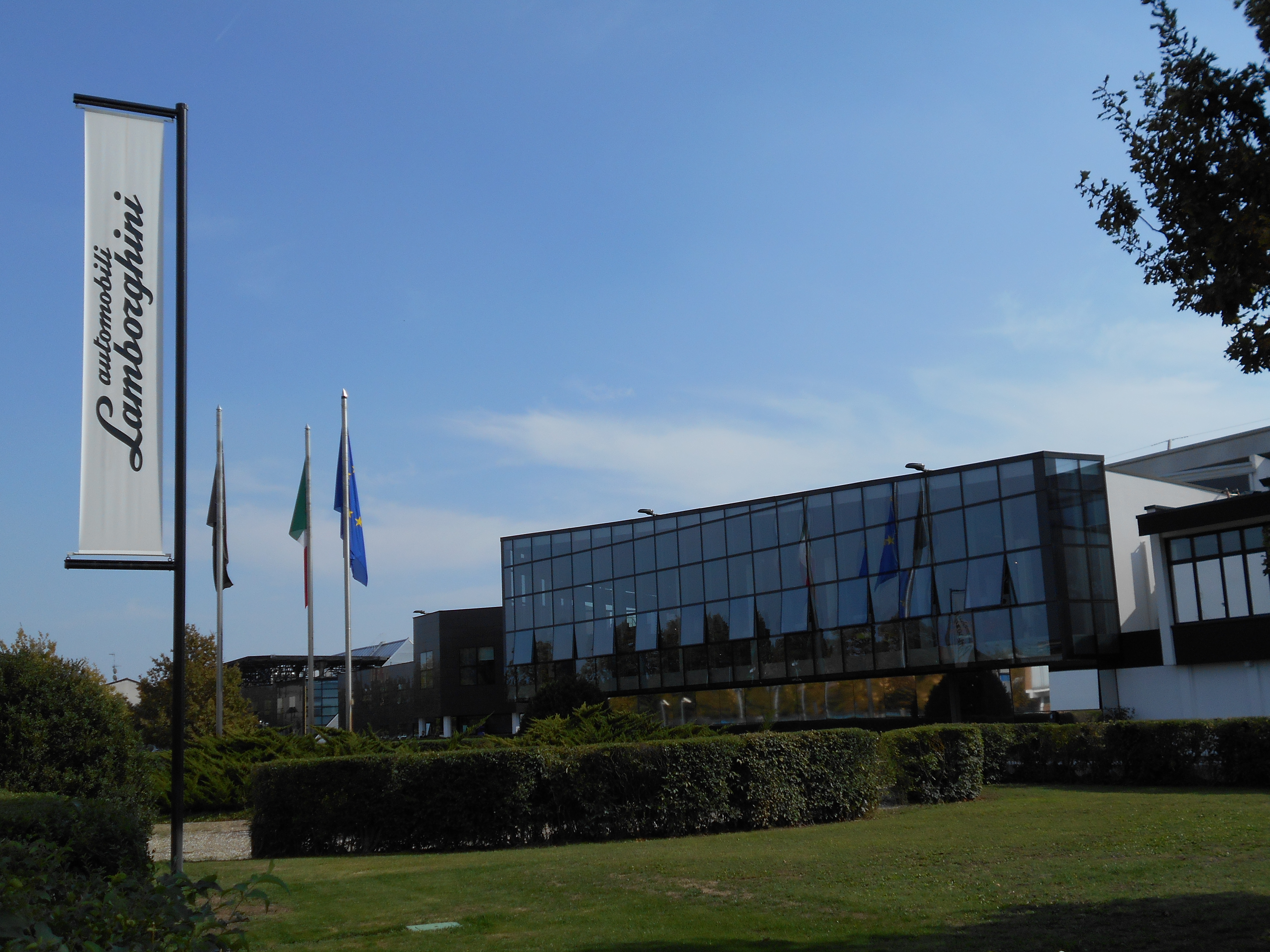
Завод Lamborghini у Сант'Агата-Болоньєзе

Італійське виробництво автомобілів
| Рік  | Обсяг виробництва |
| ---- | ----------------- |
| 1913 | 2,000             |
| 1924 | 35,000            |
| 1928 | 55,000            |
| 1935 | 44,000            |
| 1950 | 129,000           |
| 1960 | 645,000           |
| 1961 | 759,000           |
| 1970 | 1,854,252         |
| 1971 | 1,817,000         |
| 1980 | 1,610,287         |
| 1981 | 1,433,000         |
| 1989 | 2,220,774         |
| 1990 | 2,120,850         |
| 1991 | 1,878,000         |
| 1994 | 1,534,000         |
| 1995 | 1,667,000         |
| 1996 | 1,545,000         |
| 1997 | 1,827,592         |
| 1998 | 1,692,737         |
| 1999 | 1,704,326         |
| 2000 | 1,741,478         |
| 2001 | 1,581,908         |
| 2002 | 1,429,678         |
| 2003 | 1,324,481         |
| 2004 | 1,145,181         |
| 2005 | 1,038,352         |
| 2006 | 1,211,594         |
| 2007 | 1,284,312         |
| 2008 | 1,023,774         |
| 2009 | 843,239           |
| 2010 | 838,400           |
| 2011 | 790,348           |
| 2012 | 671,768           |
| 2013 | 658,206           |
| 2014 | 697,864           |
| 2015 | 1,014,223         |
| 2016 | 1,103,516         |
| 2017 | 1,142,210         |
| 2018 | 1,060,068         |
| 2019 | 915,305           |
| 2020 | 777,165           |
| 2021 | 795,856           |
| 2022 | 796,324           |
| 2023 | 880,085           |